# إستونيا
إستونيا(مرادفات) (بالإستونية: Eesti) (رسميًّا: جُمْهُورِيَّةُ إِسْتُونْيَا) (بالإستونية: Eesti Vabariik)؛ هي دولة تقع على منطقة بحر البلطيق بشمال أوروبا. يحدُّها من الشمال خليج فنلندا، ومن الغرب بحر البلطيق، ومن الجنوب لاتفيا (343 كم)، ومن الشرق بحيرة بيبوس والاتحاد الروسي (338.6 كم). تتكون أراضي إستونيا من البر الرئيسي، وجزيرتي ساريما وهيوما الأكبر، وأكثر من 2300 جزيرة وجزيرة صغيرة أخرى على الساحل الشرقي لبحر البلطيق بمساحة 45,335 كيلومتراً مربعاً (17,504 ميل مربع)، اللُّغة الإستونية هي اللغة الرسمية الوحيدة في الدولة. تٌعتبر إستونيا جمهورية ديمقراطية برلمانية، مقسَّمة إلى 15 مقاطعة. العاصمة تالين وتارتو هما أكبر منطقتين حضريتين، ويبلغ عدد سكانها 1,373,101 مليون نسمة، كما تعدُّ واحدة من الأعضاء الأقل نمواً من حيث عدد السكان في الاتحاد الأوروبي، ومنطقة اليورو، ومنظمة حلف شمال الأطلسي، ولديها أعلى ناتج محلي إجمالي للفرد الواحد بين جمهوريات الاتحاد السوفيتي السابقة. تمَّ وصف جمهورية إستونيا بأنَّها «اقتصاد ذو دخل مرتفع» من قِبَل البنك الدولي وبأنَّها «اقتصاد متطور» من قِبَل صندوق النقد الدولي، وقد أصبحت في وقتٍ لاحقٍ عضوًا في منظمة التعاون الاقتصادي والتنمية. تُصنِّف الأمم المتحدة إستونيا كدولة متقدمة، كما أنَّ مؤشر التنمية البشرية لها عال جدًا. وتتمتع بمستوى عالٍ بالنسبة لحرية الصحافة، والحرية الاقتصادية، والحرية السياسية، والتعليم.

## التأثيل
تسمى رسمياً جمهورية إستونيا (بالإستونية: Eesti Vabariik - إيسْتي ڤابارِيك) وترجع تسميتها بهذا الاسم إلى الكاتب الروماني تاسيتس حيث وصف في كتابه جيرمانيا جماعة من الناس يسمون آيستي. الملاحم الإسكندنافية القديمة تشير إلى بلد اسمها إستلَند (Estland) وهو اسم إستونيا في اللغات الجرمانية الحديثة.
وبالأسماء العربية، مرادفات وأسماها العرب قديمًا إسطونيا أو إسطيا

## الجغرافيا

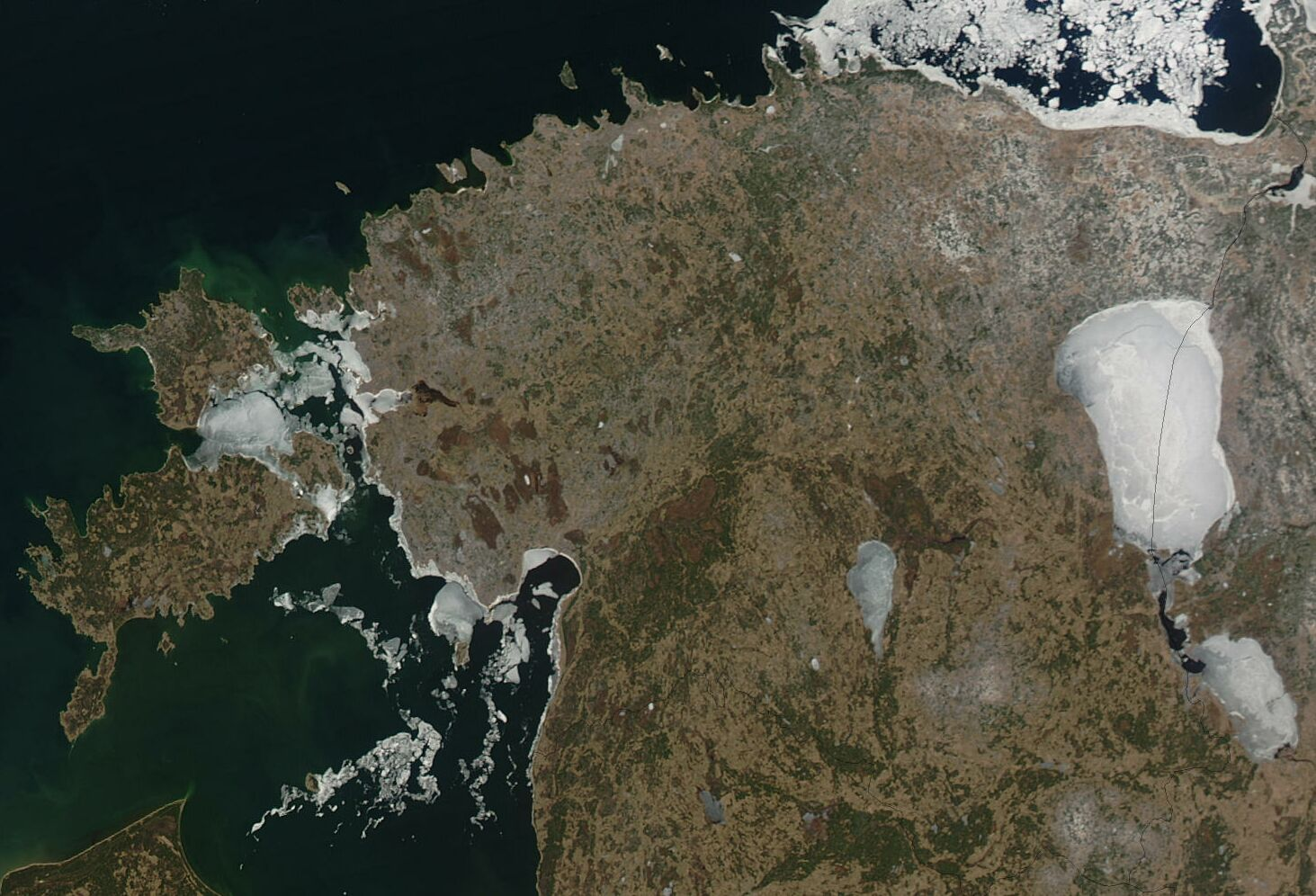
صورة إستونيا من القمر الصناعي

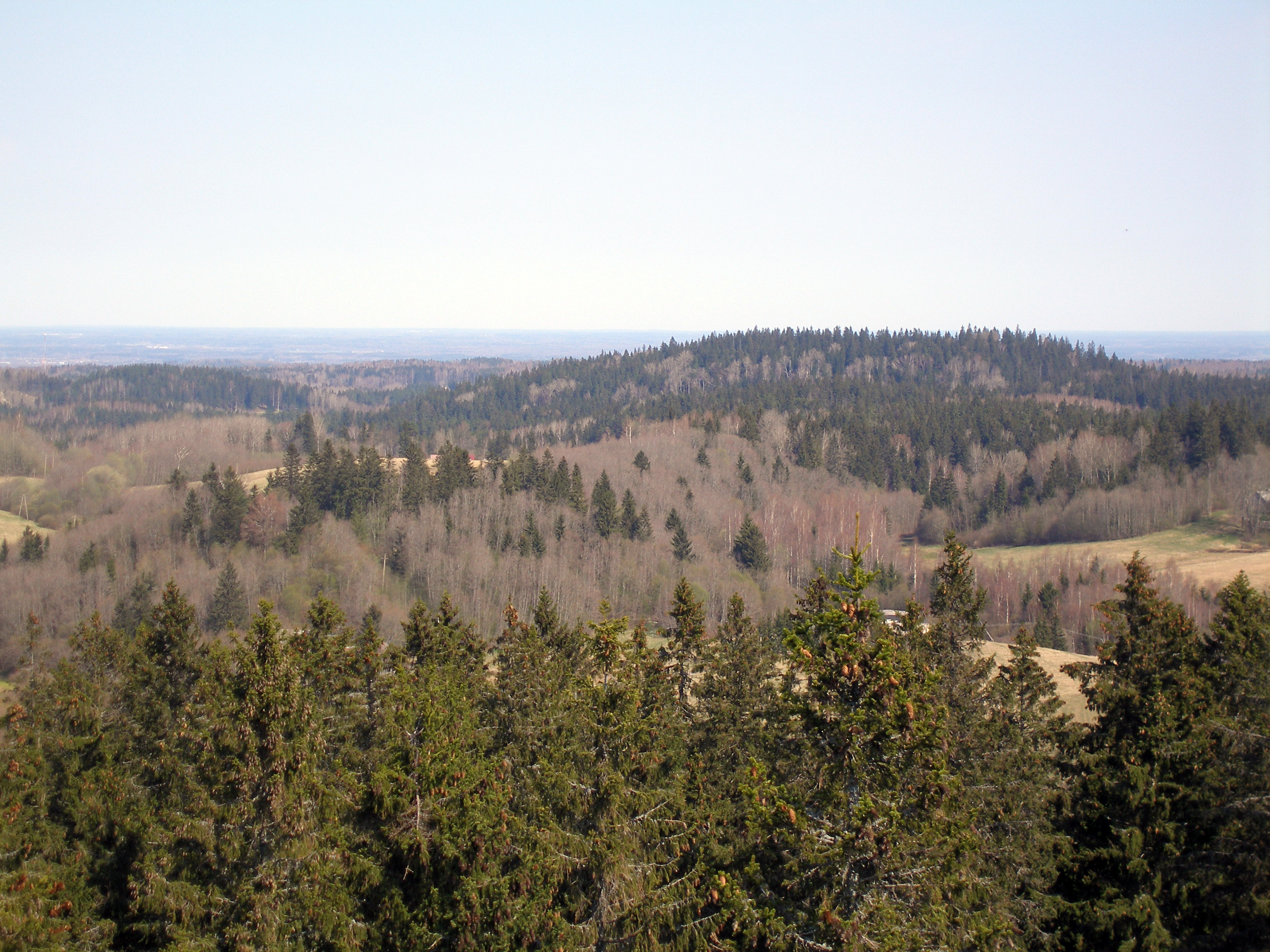
عرض من أعلى نقطة من إستونيا.

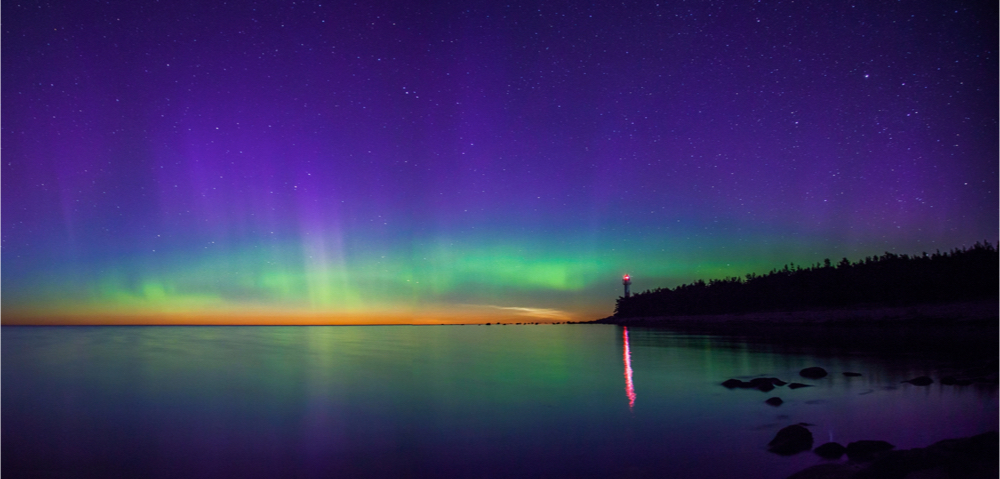
شفق قطبي فوق البحر والمنارة في ساكسبي، إستونيا

الحدود البرية مع إستونيا ولاتفيا تمتد 267 كيلومترا من الحدود الروسية تمتد 290 كيلومترا. من 1920 إلى 1945، وحدود إستونيا مع روسيا، التي وضعتها معاهدة سلام تارتو 1920، وسعت وراء نهر نارفا في شمال شرق البلاد وخارجها من بلدة بيتشوري (بيتسيري) في جنوب شرق البلاد. وقد تأسست هذه الأرض، التي تبلغ حوالي 2300 كيلو متر مربع (888 ميل مربع)، إلى روسيا من قبل ستالين في نهاية الحرب العالمية الثانية. لهذا السبب لم يتم تعريف الحدود بين إستونيا وروسيا حتى اليوم.
إستونيا تقع على السواحل الشرقية لبحر البلطيق مباشرة عبر خليج فنلندا من فنلندا على مستوى الجزء الشمالي الغربي من منصة ارتفاع الشرق الأوروبي بين 57.3 درجة و 59.5 درجة شمالا و 21.5 درجة و 28.1 شرقا متوسط ارتفاع يصل إلى 50 مترا فقط (164 قدم) وأعلى نقطة في البلاد هي موناماغي سور في جنوب شرق البلاد على 318 متر (1043 قدم). هناك 3794 كيلومتر (2357 ميل) من الساحل تميزت الخلجان العديدة، المضيق، ومداخل. ويقدر عدد من الجزر والجزر الصغيرة في بعض 1500. اثنان منهم كبيرة بما يكفي لتشكل مقاطعات منفصلة: ساريما وهيوما. ويسمى الصغيرة، والكتلة الأخيرة من الفوهات النيزكية، وهي أكبر من الذي عُثِر عليه في كالي ساريما، إستونيا.
الغطاء الثلجي، الذي هو أعمق في الجزء الجنوبي الشرقي من إستونيا، وعادة ما يستمر من منتصف الشهر الجاري في أواخر شهر مارس. إستونيا أكثر من 1400 بحيرة. معظم صغيرة جدا، مع أكبر، بحيرة بيبوس (بايبسي في إستونيا) كونها 3555كم مربع (1373 ميل مربع). هناك العديد من الأنهار في البلاد. أطول منهم Võhandu (162 km/101 ميل)، بارنو (144كم/89 ميل)، وPõltsamaa (135 km/84 ميل). إستونيا لديها العديد من الفينات والمستنقعات.
جغرافيا نباتية، ويشارك إستونيا بين دول أوروبا الوسطى وأوروبا الشرقية من محافظات منطقة محيطي داخل المملكة شمالية. بحسب الصندوق العالمي للطبيعة، في أراضي إستونيا ينتمي إلى منطقة إيكولوجية من الغابات المختلطة سارماتيك.

### المناخ

خريطة تصنيف كوبن للمناخ في إستونيا

يتأثر مناخ إستونيا بموقعها الجغرافي، فهي تقع في منطقة الغابة المختلطة وهي منطقة فرعية للمنطقة الأطلسية القارية والتي بدورها تنتمي للمناطق المعتدلة. كما تقع على منطقة انتقالية بين تأثير مناخ ساحلي ومناخ قاري.
وفقا للتصنيف المناخي المسمى تصنيف كوبـِن فإن الجزء الغربي لإستونيا يقع ضمن نطاق مناخ ساحلي مع شتاء معتدل في حين يقع الجزء الشرقي للبلاد ضمن نطاق مناخ قاري ورطب مع شتاء قاس.
يتباين مناخ المناطق الداخلية ومناخ المناطق الساحلية بفعل التأثيرات البحرية لبحر البلطيق التي تدفئ المناطق الساحلية خلال فصل الشتاء وتلطف جوها بالخصوص خلال فصل الربيع. كما تلعب التضاريس وخاصة المرتفعات بجنوب شرق إستونيا دورا هاما في توزيع وطول أمد الغطاء الثلجي.
نتيجة لكل هذه العوامل، يكون فصل الصيف معتدل السخونة (معدل درجة الحرارة خلال شهر يوليوز هو 15-17 °م) ويكون فصل الشتاء معتدل البرودة (معدل درجة الحرارة خلال شهر فبرايـر بين 3.5- و 7.5- °م). وبما أن التساقطات السنوية تفوق تقريبا ضعف التبخر فإن مناخ البلاد مناخ رطب بشكل مفرط.

### التقسيمات الادارية

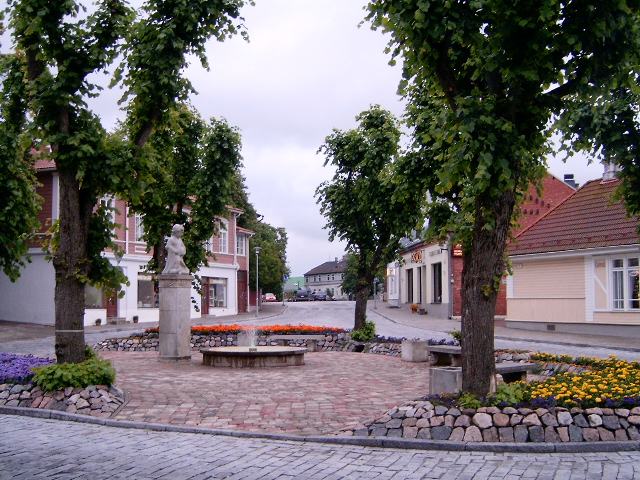

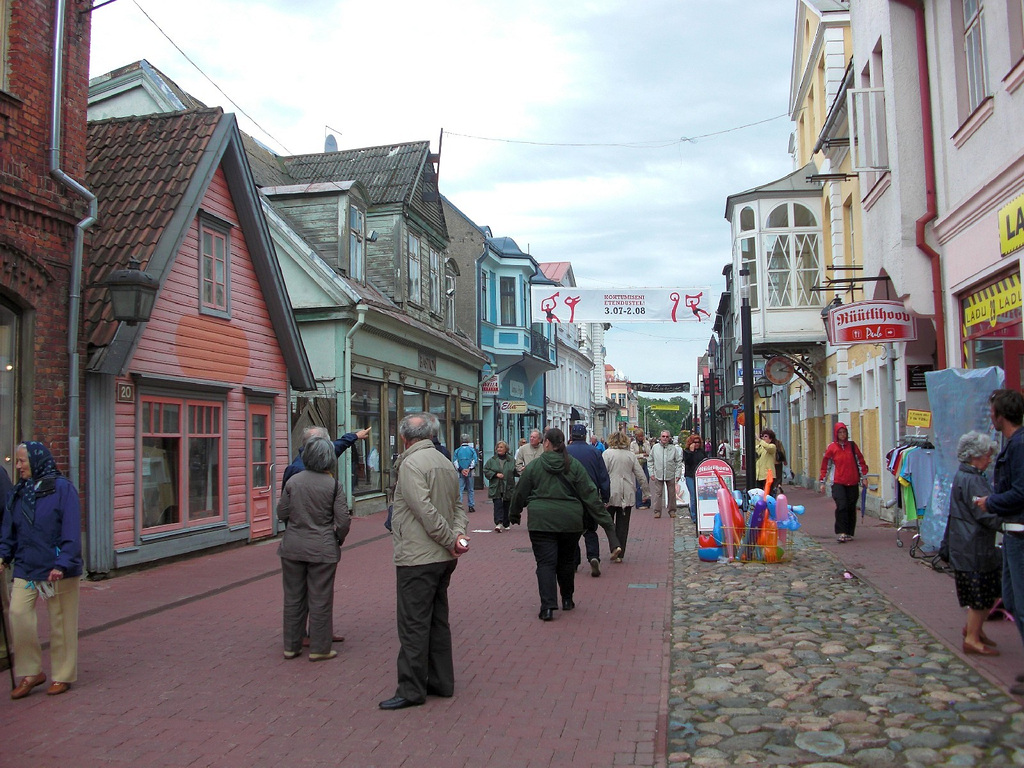

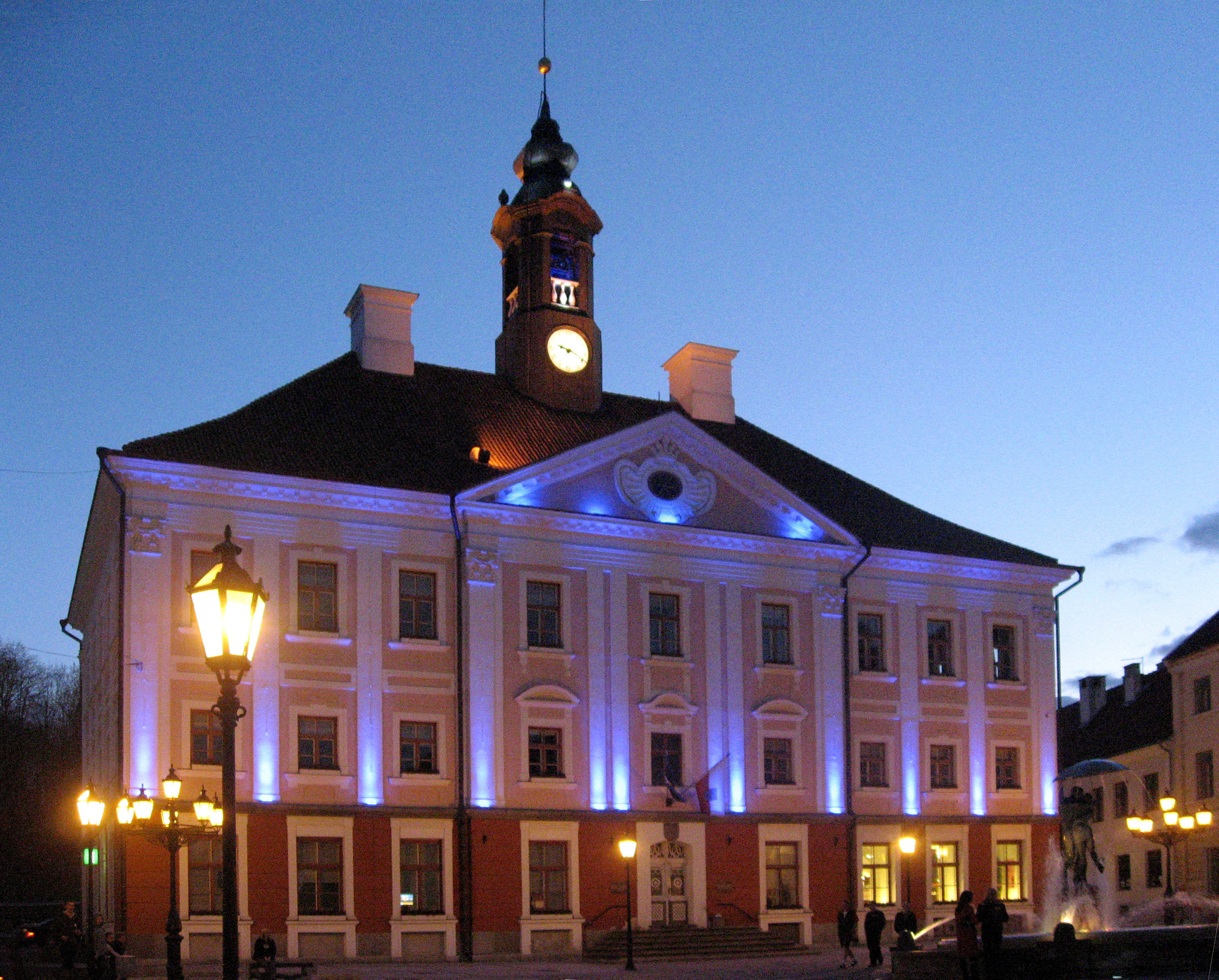
دار بلدية تارتو.

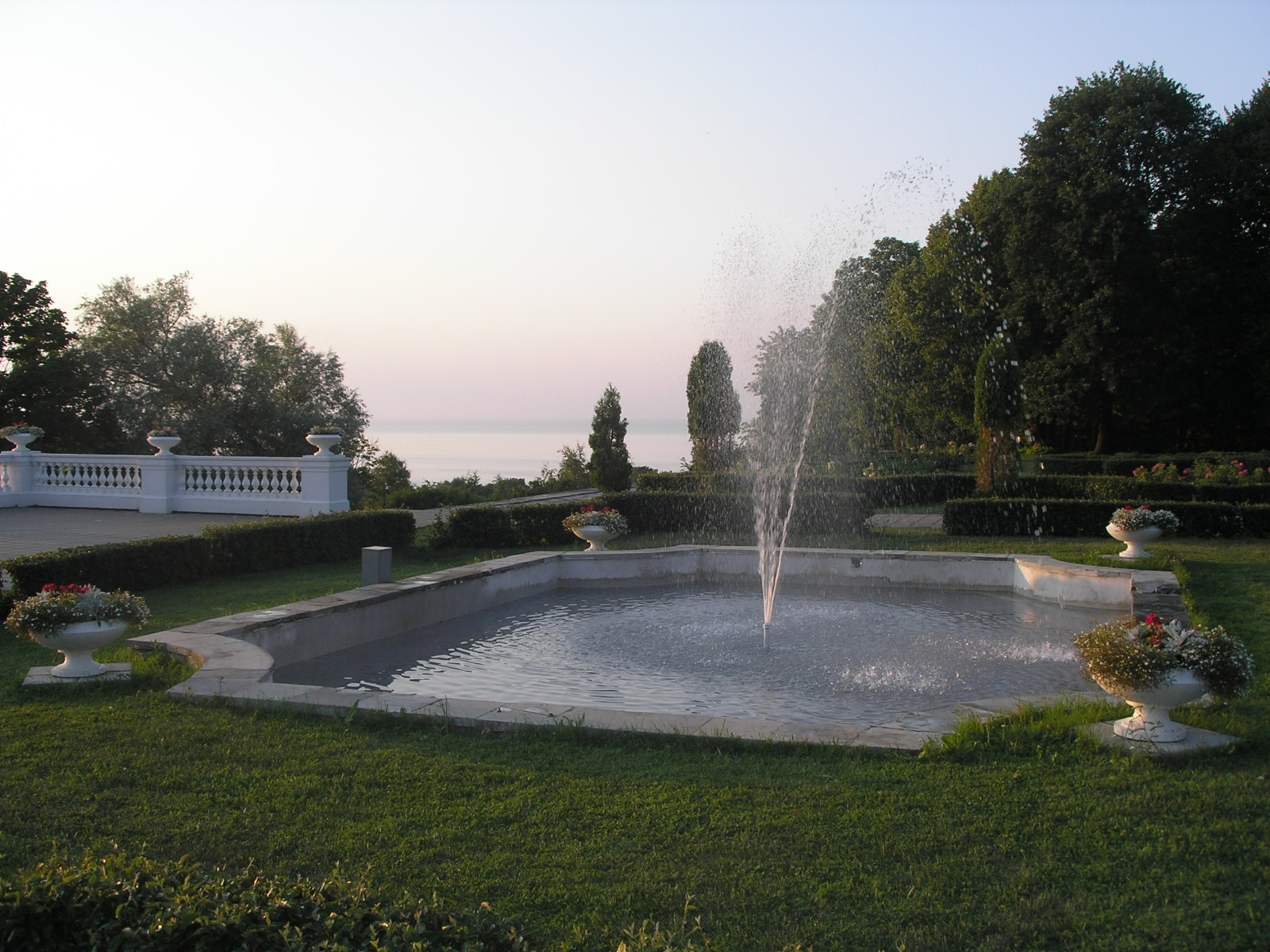
أورو بارك في مرحاض منتجع البحر. نافورة على الأراضي الإقامة خرب من باتس قسطنطين، أول رئيس للجمهورية إستونيا.

وتنقسم جمهورية إستونيا في 15 محافظة (Maakonnad) والتي هي التقسيمات الإدارية في البلاد. والذكر أول وثيقة من إستونيا التقسيمات السياسية والإدارية ويأتي من وقائع هنري ليفونيا، وكتب في القرن 13th خلال الحروب الصليبية الشمالية.
و maakond (مقاطعة) هي أكبر وحداتها الإدارية. ويقود حكومة مقاطعة (Maavalitsus) من كل مقاطعة من قبل حاكم مقاطعة (Maavanem)، الذي يمثل حكومة وطنية على الصعيد الإقليمي. ويتم تعيين حكام من حكومة إستونيا لمدة خمس سنوات. وأدلى العديد من التغييرات على حدود المقاطعات بعد استقلال إستونيا، وأبرزها تشكيل مقاطعة فالجا (من أجزاء من Võru، تارتو والمقاطعات Viljandi) و Petseri مقاطعة (منطقة تم الحصول عليها من روسيا معاهدة سلام تارتو 1920).
خلال الحكم السوفيتي، ضمت Petseri مقاطعة والتنازل عنها للSFSR الروسي في عام 1945 حيث أصبحت واحدة من مقاطعات بسكوف أوبلاست. ومرة أخرى المقاطعات إعادة تأسيس في 1 كانون الثاني عام 1990 في حدود مناطق الحقبة السوفيتية. بسبب الاختلافات الكثيرة بين الحالية والتاريخية (1940 قبل، وأحيانا ما قبل عام 1918) تخطيطات، لا تزال تستخدم على الحدود التاريخية في علم الأعراق البشرية، وهو ما يمثل الاختلافات الثقافية واللغوية على نحو أفضل.
وتنقسم إستونيا إلى 15 محافظة (maakond). وينقسم كل مقاطعة إلى البلديات (omavalitsus)، الذي هو أيضا أصغر وحداتها الإدارية لإستونيا. هناك نوعان من البلديات: بلدية في المناطق الحضرية 1 - لين (بلدة)، وبلدية في المناطق الريفية - فالديس (الرعية). ليس هناك أي تمييز بين أي وضع آخر لهم. كل بلدية وحدة الحكم الذاتي مع ممثليها والهيئات التنفيذية. البلديات في إستونيا تغطي كامل أراضي البلاد.
ويجوز للبلدية تحتوي على واحد أو أكثر من الأماكن المأهولة بالسكان. وينقسم تالين إلى ثماني مناطق (linnaosa) مع حكما ذاتيا محدودا (هابرستي، مركز (في الوسط)،كريستيان، لاسناما، موستماه، نومي، نورث بيريتا). تالين-).
البلديات تتراوح في حجمها من تالين مع 400,000 نسمة إلى Ruhnu مع عدد قليل من 60. فضلا عن أكثر من ثلثي البلديات على عدد سكانها تحت 3000، وقد وجدت الكثير منهم أنه من المفيد في تقديم الخدمات وتنفيذ المهام الإدارية تتعاون. كانت هناك أيضا دعوات لإجراء إصلاح إداري لدمج البلديات الصغيرة معا.
اعتبارا من مارس 2008، وهناك ما مجموعه 227 بلدية في إستونيا، 33 منهم من المناطق الحضرية والريفية 193.

## التركيبة السكانية
| \| سكان أستونيا حسب العرق (2012)[24] \| سكان أستونيا حسب العرق (2012)[24] \| سكان أستونيا حسب العرق (2012)[24] \| سكان أستونيا حسب العرق (2012)[24] \| سكان أستونيا حسب العرق (2012)[24] \| \| --------------------------------- \| --------------------------------- \| --------------------------------- \| --------------------------------- \| --------------------------------- \| \| \| \| \| \| \| \| إستونيون \| إستونيون \| \| 68.7% \| 68.7% \| \| الروس \| الروس \| \| 24.8% \| 24.8% \| \| أوكرانيون \| أوكرانيون \| \| 2.0% \| 2.0% \| \| روسيا البيضاء \| روسيا البيضاء \| \| 1.1% \| 1.1% \| \| فنلنديون \| فنلنديون \| \| 0.8% \| 0.8% \| \| آخرون \| آخرون \| \| 1.6% \| 1.6% \| |               |  |       |       |
| سكان أستونيا حسب العرق (2012) |               |  |       |       |
| |               |  |       |       |
| إستونيون | إستونيون      |  | 68.7% | 68.7% |
| الروس | الروس         |  | 24.8% | 24.8% |
| أوكرانيون | أوكرانيون     |  | 2.0%  | 2.0%  |
| روسيا البيضاء | روسيا البيضاء |  | 1.1%  | 1.1%  |
| فنلنديون | فنلنديون      |  | 0.8%  | 0.8%  |
| آخرون | آخرون         |  | 1.6%  | 1.6%  |

قبل الحرب العالمية الثانية، الاستونيين عرقية تشكل 88٪ من السكان، مع الأقليات القومية التي تشكل 12٪ المتبقية. وأكبر الأقليات في عام 1934 وكان الروس والألمان والسويديين، لاتفيا، اليهود والبولنديين والفنلنديين والمجريين. وكان نصيب الألمان البلطيق انخفضت من 5.3٪ (~ 46700) في عام 1881 إلى 1.3٪ (16346) في عام 1934.
بين عامي 1945 و1989، انخفضت حصة الإستونيين العرقية في السكان المقيمين داخل حدود محددة في الوقت الراهن من إستونيا إلى 61٪، لا سيما بسبب البرنامج السوفيتي لتشجيع الهجرة الجماعية للعمال في المدن الصناعية من روسيا، وأوكرانيا، وبيلاروس، وكذلك من هجرة الحرب والترحيل الجماعي جوزيف ستالين والإعدام. بحلول عام 1989، تشكل الأقليات أكثر من ثلث السكان، حيث بلغ عدد غير الإستونيين قد ارتفع بمقدار خمسة أضعاف تقريبا.

### المجتمع

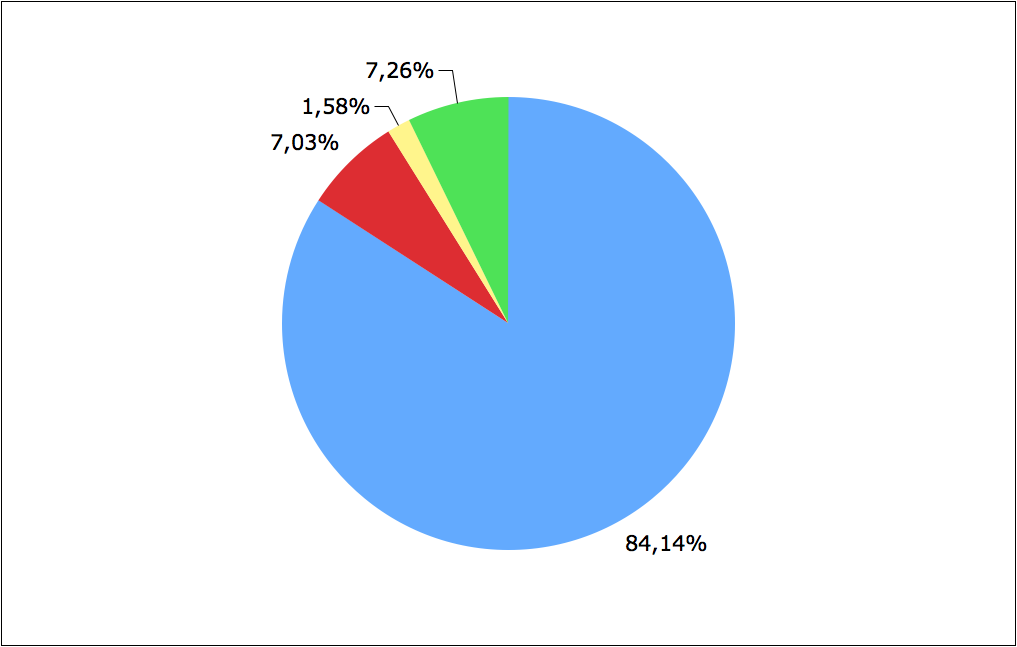
مواطنة من سكان إستونيا (2 يوليو 2010). البيانات هي من إستونيا. الاتحاد الأوروبي.
إستونيون: 1,148,895
الروس: 95,939
أخرون: 21,517
عديم الجنسية: 99,173

شهد المجتمع الإستوني تغييرات كبيرة على مدى السنوات العشرين الماضية، واحدة من أبرزها أن تكون على مستوى متزايد من الطبقات، وتوزيع الدخل العائلي. وكان معامل جيني أعلى من المتوسط بشكل مطرد الاتحاد الأوروبي (31 في 2009), على الرغم من أنه قد انخفض بشكل واضح. وكان معدل البطالة المسجل في يناير 2012 بنسبة 7.7٪.
إستونيا اليوم هو بلد متعدد القوميات حيث، وفقا لتعداد عام 2000، ويتحدث 109 لغة. 67.3٪ من المواطنين الاستونيين الإستونية يتكلم لغتهم الأصلية، (29.7٪) الروسية، و 3٪ يتحدثون لغات أخرى. واعتبارا من 2 يوليو 2010، 84.1٪ من سكان إستونيا هم من مواطني إستونيا، 8.6٪ هم من مواطني البلدان الأخرى و 7.3 ٪ من «المواطنين الذين يحملون الجنسية غير محددة». ومنذ عام 1992 قد اكتسبت ما يقرب من 140,000 شخص على الجنسية الإستونية عن طريق التجنس.
التوزيع العرقي في إستونيا متجانسة جدا، حيث في معظم المقاطعات أكثر من 90٪ من السكان هم من الإستونيين العرقية. هناك اختلاف أكبر في المدن الكبيرة مثل مدينة تالين، إستونيا، حيث تمثل 60٪ من عدد السكان. وتتألف بشكل رئيسي والباقي من الروس وغيرهم من السكان خلفية السلافية، الذين وصلوا في إستونيا خلال فترة الاحتلال السوفيتي.
وفقا للاستطلاعات، ونظرت 5٪ فقط من المجتمع الروسي تحول إلى روسيا في المستقبل القريب. وقد وضعت الروس إستونيا هويتهم - أكثر من نصف من شملهم الاستطلاع بأن الروس إستونيا تختلف بصورة ملحوظة عن الروس في روسيا. عند مقارنة النتيجة مع دراسة استقصائية من عام 2000، ثم موقف الروس نحو المستقبل هو أكثر إيجابية.

#### العائلة
تمنح الحكومة الإستونية عند الولادة أحد الوالدين 100٪ من راتبه السابق لمدة 18 شهرا، بالإضافة إلى 320 يورو تدفع بعد مدة الثمانية عشر شهرا لمرة واحدة لكل طفل. والأم لها الحق في استئناف لها / له موقف سابق. وبالإضافة إلى ذلك، فإن الابوين والطفل لهم الحق في الحصول على الرعاية الصحية المجانية. الآباء والأمهات الذين لم تنجح قبل الولادة (عاطل عن العمل، والطلاب، وغيرهم) تلقي 278 يورو في الشهر؛ وتوج أعلى راتب في 2157 € في الشهر. وهذه التدابير، التي كانت سارية المفعول منذ عام 2005، لم تكن. يثبت أنه كان له أثر إيجابي كبير على معدل المواليد في إستونيا، التي زادت بالفعل منذ عام 2001.
تلك التدابير سياسة التركيز على ال 18 شهرا الأولى من حياة الطفل. بعد 18 شهرا، ودعم الدولة شهريا للطفل وتنخفض إلى 19 يورو في الشهر (للأطفال الأولين) و 58 يورو (لثلاثة أطفال أو أكثر)، بالإضافة إلى الرعاية الصحية المجانية. هناك العديد من الاستثناءات والعلاوات المضافة لهذه القاعدة. على سبيل المثال، الطفل من والد وحيد يتلقى مرتين مبلغ دعم الطفل. الطفل من أحد أفراد الجيش يستقبل خمسة أضعاف مجموع دعم الطفل، والأطفال في الأسر الحاضنة تتلقى 20 مرة من مجموع دعم الطفل. على الرغم من التفاوت الكبير والتقلبات في تقديم الدعم للعائلة مع الأطفال، فإن غالبية الأسر الاستونية لا تواجه مصاعب كبيرة، والدولة من أمهات في العالم 2011 تقرير في المرتبة إستونيا كبلد 18 أفضل في العالم أن تكون الأم، قبل دول مثل كندا والولايات المتحدة.

### اللغة

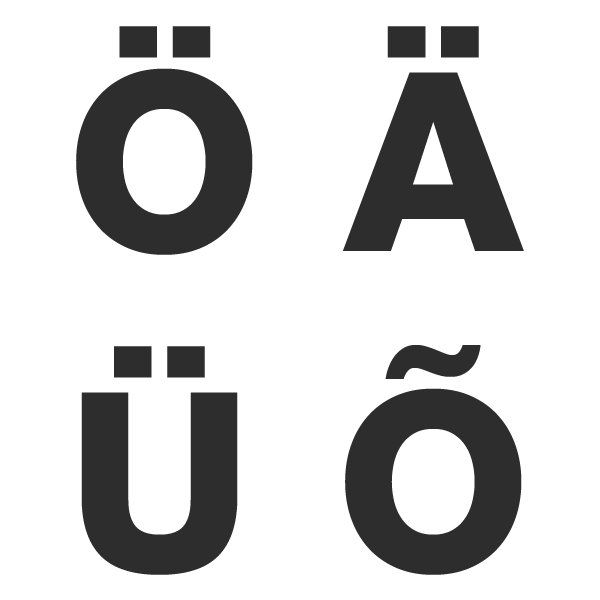
الأحرف الأربعة المتميزة في الأبجدية الاستونية.

اللغة الرسمية هي اللغة الاستونية والتي تنتمي إلى اللغات الفينية البلطيقية والتي تتفرع من عائلة اللغات الأورالية. اللغة الإستونية ترتبط ارتباطا وثيقا باللغة الفنلندية والتي يتحدث بها على الجانب الآخر من خليج فنلندا، وهي واحدة من اللغات القليلة في أوروبا التي ليست من أصل هندو-أوروبي. على الرغم من بعض التداخل في المفردات بسبب الاقتراض، إلا أن اللغة الإستونية واللغة الفنلندية لا ترتبط بأي علاقة مع جيرانها الأقرب جغرافيا مثل السويدية واللاتفية، والروسية، والتي تنتمي كلها إلى اللغات الهندو-أوروبية.
اللغة الروسية لا تزال تستخدم في إستونيا كلغة ثانية من قبل الإستونيين ذوي الاعمار من 40 إلى 70 بسبب كون اللغة الروسية كانت لغة رسمية في إستونيا إبان العهد السوفيتي، حيث كانت تدرس كلغة ثانية إلزامية خلال الحقبة السوفيتية. في عام 1998، لم يكن المهاجرين الصناعيين معظم الأول والجيل الثاني من الاتحاد السوفيتي السابق (روسيا أساسا (RSFSR)) لا يتكلمون الاستونية. ومع ذلك، بحلول عام 2010، 64.1٪ من غير الأعراق الإستونيين تكلم الإستونية.
هذا الأخير، معظمهم من الناطقين بالروسية الأقليات العرقية، ويقيم معظمهم في العاصمة تالين والمناطق الصناعية في المناطق الحضرية في المؤسسة الدولية للتنمية فيروما. في أبرشية Noarootsi صغير في Läänemaa (المعروف باسم kommun Nuckö في السويدية وفالديس Noarootsi في إستونيا) والسويدية وإستونيا وشارك في لغات رسمية، [بحاجة لمصدر] وهناك 22 قرية مع رسميا [بحاجة لمصدر] أسماء ثنائية اللغة.
أغلب اللغات الأجنبية التي تعلمها الإستونيين هي: الإنكليزية والروسية والفنلندية والألمانية والسويدية.

### الديانة

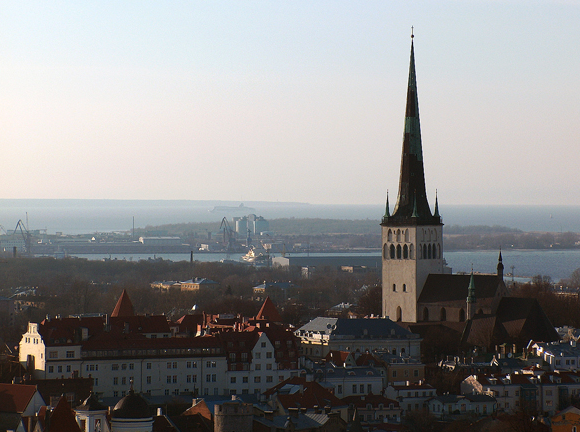
ش أولاف للكنيسة، تالين: أطول مبنى في العالم بين عامي 1549 و 1625.

يعدّ 31% من الإستونيين متدينين ممارسين، مما يجعل إستونيا البلد ذا النسبة الأكبر من اللادينيين في العالم، حيث عبر أكثر من ثلثي الشعب في استفتاء في عام 2000 أن الدين لا علاقة له بحياتهم. أكبر الطوائف الدينية بنسبة 15% من الشعب تتبع الكنيسة الإنجيلية اللوثرية الإستونية، و 14% يتبعون المسيحية الأرثوذكسية الشرقية (انظر الكنيسة الإستونية الأرثوذكسية)، 0.5% من المعمدانيين و 0.5% الكاثوليكية بالإضافة لوجود أقلية يهودية. أما المسلمين يتجاوز عددهم 10000 وينحدرون من أطراف مختلفة لكن من أصول تتارية جاؤوا من شبه جزيرة القرم.

### الأعياد والعطلات الرسمية

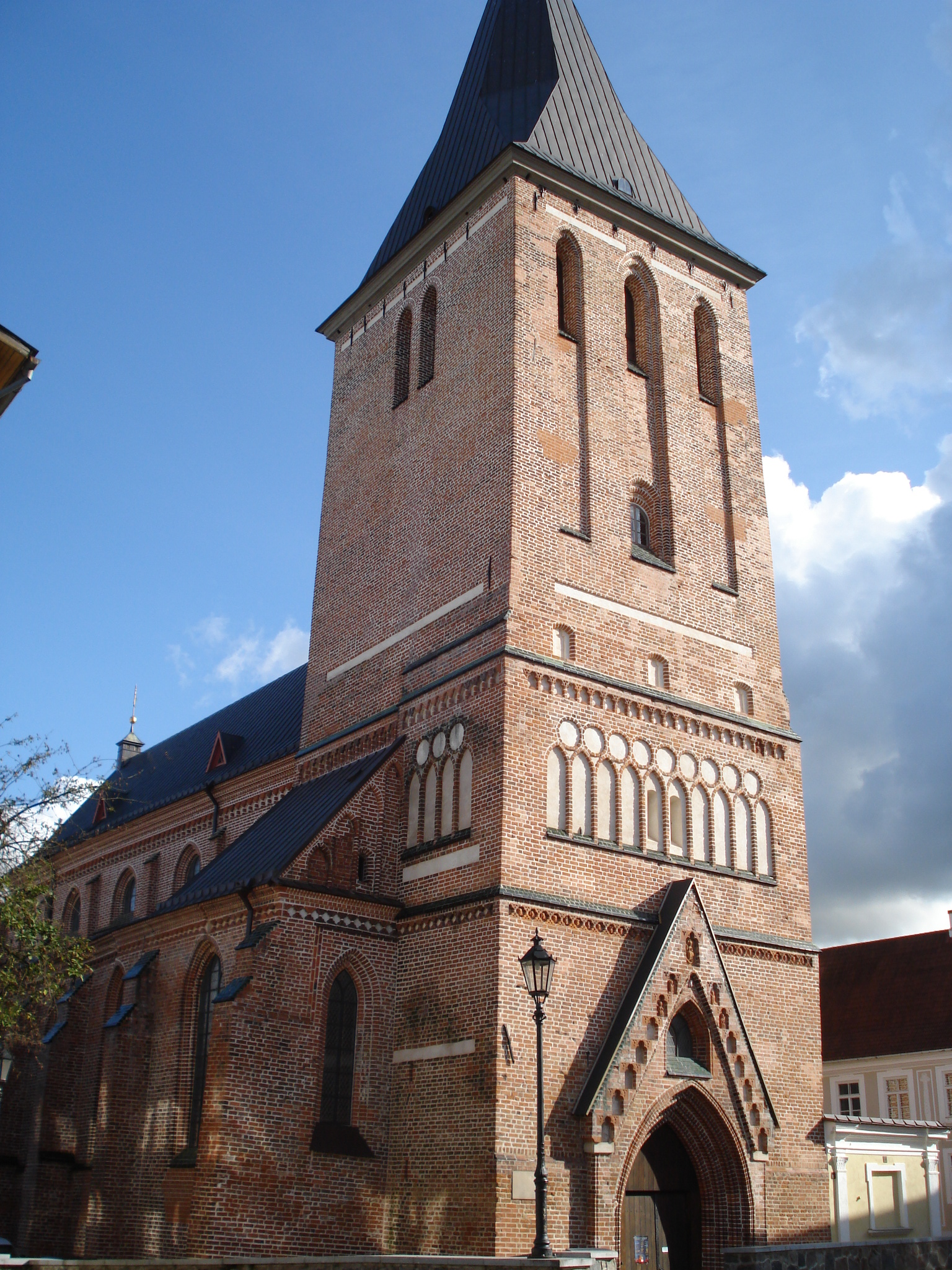
يوحنا المعمدان في تارتو.

اليوم الاستونية الوطني هو عيد الاستقلال الذي يحتفل به في 24 فبراير، في اليوم الذي صدر فيه إعلان الاستقلال الإستوني. اعتبارا من عام 2010، هناك 12 أيام العطل الرسمية (والتي تأتي مع يوم عطلة) و 12 الأعياد الوطنية يحتفل به سنويا.
| العطلة                 | التاريخ   |
| ---------------------- | --------- |
| يوم الاستقلال          | 24 فبراير |
| يوم استعادة الاستقلال  | 20 أغسطس  |
| ليلة عيد الميلاد       | 24 ديسمبر |
| رأس السنة الجديدة      | 1 يناير   |
| يوم النصر              | 23 يونيو  |
| جانيوتو (يوم سانت جون) | 23 يونيو  |
| يوم معاهدة سلام تارتو  | 2 فبراير  |
| يوم اللغة              | 14 مارس   |
| يوم العلم              | 4 يونيو   |
| يوم الحزن              | 14 يونيو  |
| يوم المقاومة           | 22 سبتمبر |
| يوم إعادة الولادة      | 16 نوفمبر |

## التاريخ

### ما قبل التاريخ

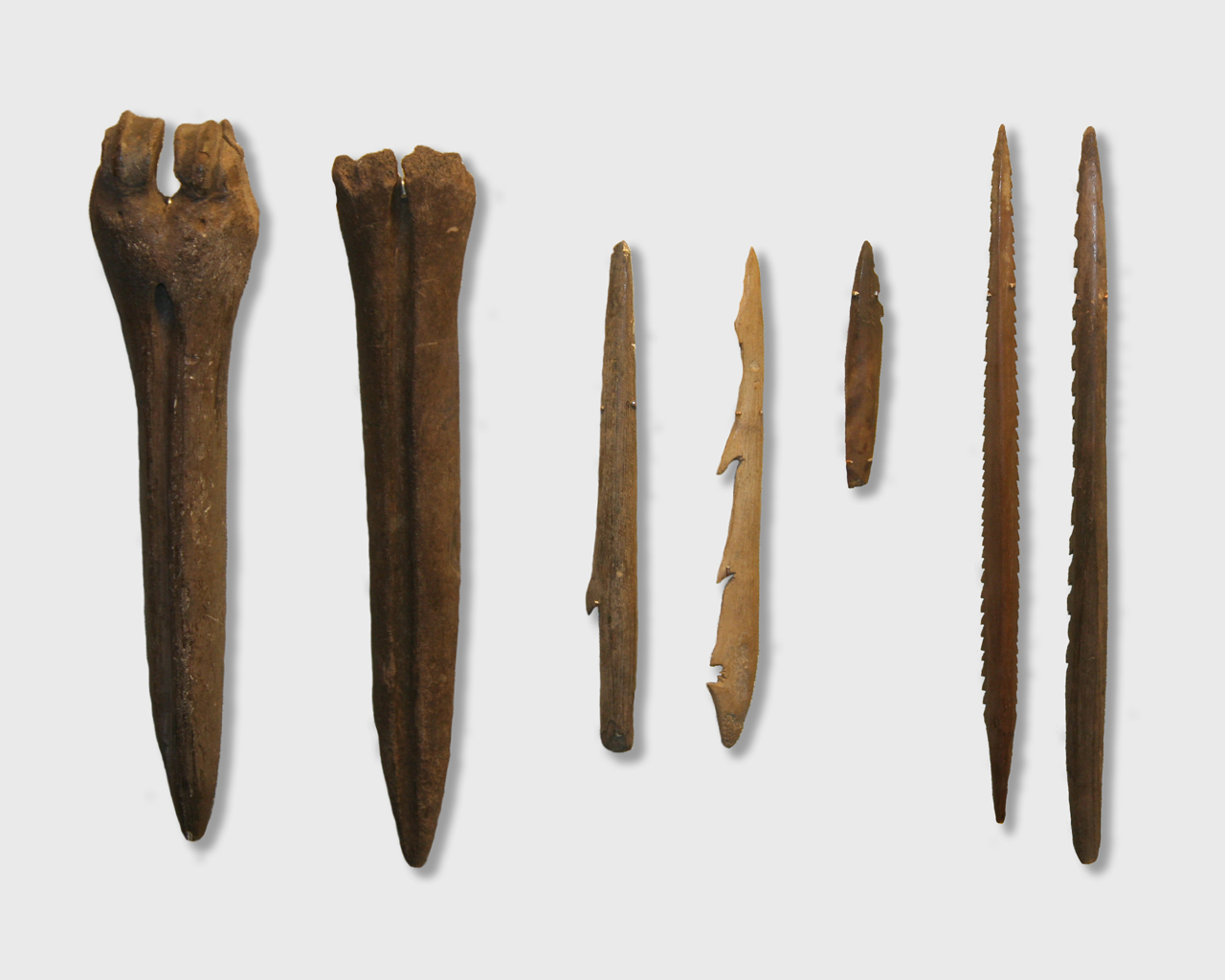
الأدوات التي أدلى بها ثقافة كوندا، في متحف التاريخ الاستوني

أصبح استقرار الإنسان في إستونيا ممكناً قبل حوالي 11,000 إلى 13,000 سنة، عندما ذاب الجليد من آخر عصر جليدي. أقدم استعمار إنساني لإستونيا كان استعمار البولي، والذي كان على ضفاف نهر بارنو، بالقرب من بلدة سيندي، في الجنوب الغربي لإستونيا. وفقاً للتأريخ الكاربوني تم الإستعمار حوالي 11,000 سنة مضت في بداية الألفية التاسعة قبل الميلاد.
عُثِر دلائل تشير إلى وجود مجتمعات الصيد البري والبحري حوالي سنة 6500 قبل الميلاد بالقرب من بلدة كوندا شمالي إستونيا. أعمال يدوية من العظام والحجارة شبيهة بالتي تم إيجادها في كوندا وجدت أيضاً في أماكن أخرى من إستونيا، وأيضاً في لاتفيا، شمالي ليتوانيا وجنوبي فنلندا. ثقافة الكوندا تنتمي إلى أواسط العصر الحجري.
تميزت نهاية العصر البرونزي وبداية العصر الحديدي بتغييرات ثقافية كبرى. أكبر تغيير حصل هو الانتقال إلى الزراعة، والذي بقي جوهر الثقافة والاقتصاد. بين القرنين الخامس والأول بعد الميلاد، الزراعة المنزلية أنشئت بشكل واسع، كثر عدد السكان وتوسع الاستعمار. وقد كانت هناك تأثيرات ثقافية لإستونيا قادمة من الإمبراطورية الرومانية.
أول ذكر لعيش الناس الحاليين في إستونيا كان من قبل المؤرخ الروماني تاسيتس، الذي وصف في كتابه جرمانيا في حوالي سنة 98 ميلادية قبيلة أيستي. تاسيتس يذكر نسختهم من كلمة كهرمان في الشكل اللاتيني كالآتي، glesum. هذه الكلمة الوحيدة المسجلة من لغتهم من العصور القديمة. بالرغم من هذه النقطة، إلا أن الأيستي يعدّون هم أسلاف الشعوب البلطيقية التي ظهرت في وقتٍ لاحق.

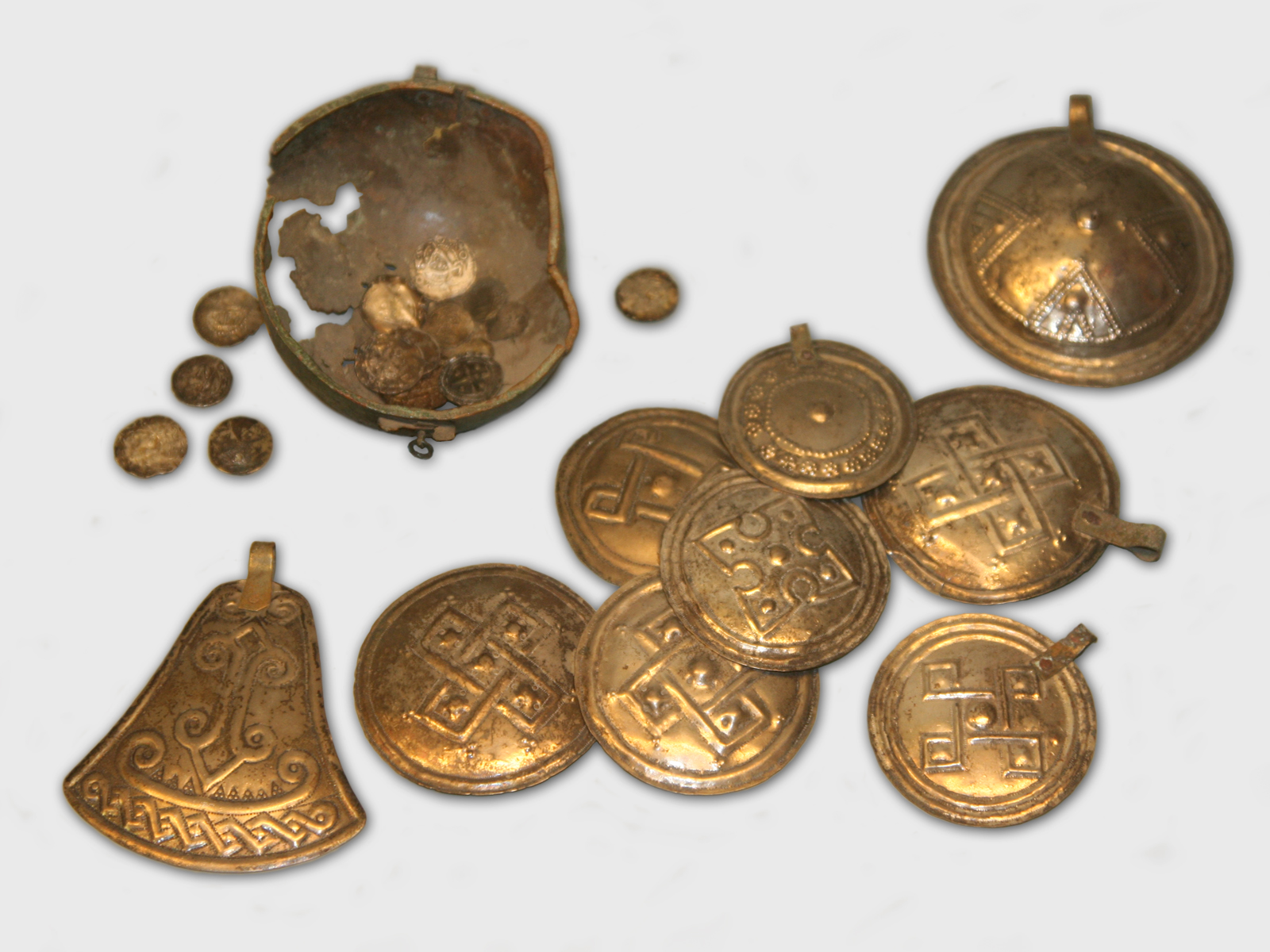
القطع الأثرية من العصر الحديدي كنز من كومنا.

وقد كانت هناك حرب مدمرة في أواسط العصر الحديدي، ملحقة بأخطار خارجية قادمة من قبائل البلطيق، الذين حاربوا من الجهة الجنوبية للأرض، وأخطار أخرى قادمة عبر البحار. العديد من الساجات الإسكندنافية تشير إلى الحملات الانتقامية ضد إستونيا. وقد قام القراصنة الإستونيين بإجراء غارات مشابهة على الفايكنج. المغيرين الوثنيين الذين قاموا بالاعتداء على سيجتونا، البلدة السويدية، خلال بدايات العصور الوسطى في عام 1187 م، كانوا إستونيين.
في بدايات القرون الأولى بعد الميلاد، التقسيمات السياسية والإدارية بدأت بالظهور في إستونيا. إثنين من كبرى التقسيمات التي ظهرت في إستونيا: المقاطعة والدولة. المقاطعة احتوت على العديد من القرى. تقريباً كل المقاطعات أحتوت على الأقل قلعة واحدة. دفاع المنطقة المحلية كان يدار من قبل أكبر سلطة، الملك أو الزعيم.
وقعت إستونيا على مر التاريخ تحت سيطرة الدانماركيين والسويديين والألمان والروس حتى عام 1918 حيث تم إعلان الاستقلال. اعترفت الأخيرة بإستونيا عام 1920 وأُعلن قيام جمهورية برلمانية وتأميم أراضي النُبلاء في نفس العام. انضمت دول البلطيق الثلاث إلى عصبة الأمم عام 1921.
عاشت إستونيا في الفترة 1921 إلى 1940 فترة سياسية غير مستقرة أهم أحداثها تشكيل حكومة فاشية برئاسة قسطنطين باتس (Päts) عام 1934. اتفاق هتلر-ستالين عام 1939 أعطى الضوء الأخضر للإتحاد السوفيتي باحتلال جمهوريات البلطيق ومن ضمنها إستونيا، الذي تم في عام 1940 أثناء الحرب العالمية الثانية (1939-1945) بدون أي سابق إنذار.
بعد نشوب الحرب بين ألمانيا والإتحاد السوفيتي، قامت الأولى باحتلال جمهوريات البلطيق عام 1941، إلى أن أعاد الجيش الأحمر احتلالهم وإعادتهم تحت سيطرة الإتحاد السوفيتي.

### عصر الفايكنغ
إحدى وحداتها التاريخية الإستونيين تقطن ساريما (اللاتينية: Oesel أو Osilia)، وهي جزيرة إستونيا في بحر البلطيق و Oeselians أو Osilians. ويعتقد أن أول ما يجب ذكره في وقت مبكر من القرن الثامن قبل الميلاد 2 في الثالث جغرافية بطليموس. وعرف Oeselians في الملاحم القديمة الآيسلندية نرويجي و Heimskringla كما Víkingr FRA Esthland (الفايكنكز إستونيا). تم استدعاء السفن الشراعية منها سفن القراصنة التي كتبها هنري ليفونيا في سجلات له اللاتينية منذ بداية القرن 13.
وقعت الغارة ربما الأكثر شهرة من قبل قراصنة Oeselian في عام 1187، مع الهجوم على بلدة السويدية من سيغتونا من قبل المغيرين Finnic من Couronia و Oesel. من بين ضحايا هذه الغارة كانت السويدية المطران يوهانس. ظلت المدينة المحتلة لبعض الوقت، مما يسهم في انخفاض كمركز للتجارة في القرن 13th لصالح أوبسالا، فيسبي، كالمار وستوكهولم.
وقائع ليفونيان يصف Oeselians كما تستخدم نوعين من السفن، piratica و liburna . وكان في السابق سفينة حربية، وهذه الأخيرة أساسا سفينة تجارية. ويمكن لpiratica تحمل ما يقرب من 30 رجلا، وكان مقدمة المركب العالية على شكل تنين أو رأس الأفعى 1 وكذلك شراع رباعي الزوايا.
الفايكينغ في سن كنوز من إستونيا تحتوي في الغالب من الفضة والحانات. بالمقارنة مع الدول المجاورة لها، ساريما لديه أغنى يجد من الكنوز فايكنغ بعد جوتلاند في السويد. هذا يشير بقوة إلى أن إستونيا كانت بلد عبور مهمة خلال عصر الفايكنغ.
ودعا الله متفوق من Oeselians كما وصفها هنري ليفونيا Tharapita. وفقا للأسطورة في Tharapita وقائع ولدت في أحد الجبال التي تغطيها الغابات في فيروما (اللاتينية: Vironia)، إستونيا البر الرئيسي من حيث طار إلى Oesel، ساريما  الاسم وقد فسر Taarapita بأنها «Taara، مساعدة!» ويرتبط (Taara 1 (V) ITA في إستونيا) أو «Taara حارس المرمى» (Taara pidaja) Taara مع ثور الله الإسكندنافية. ارتبطت قصة لTharapita أو هروب Taara لمن Vironia إلى ساريما مع كارثة نيزك كبير يقدر أن يكون قد حدث في عام 660 قبل الميلاد ± 85 شكلت تلك Kaali فوهة البركان في ساريما.

### العصور الوسطى

في القرون الوسطى ليفونيا

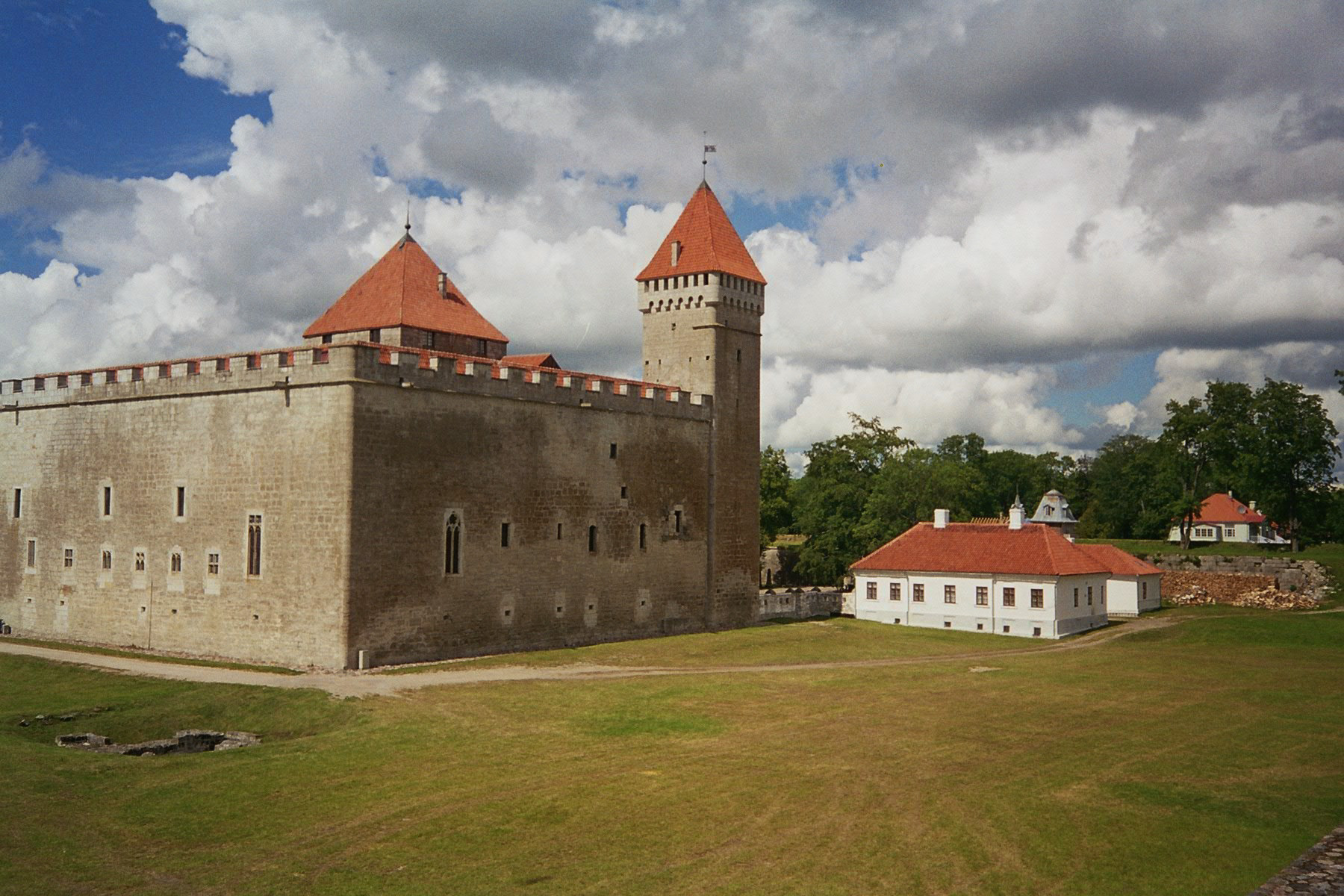
قلعة في ساريما

في بداية القرن 13th، سعى Lembitu من Lehola، وهو زعيم من ساكالا إلى توحيد الشعب الاستوني وإحباط الغزو الدنماركي والجرمانية خلال الحملة الصليبية ليفونيان. استطاع أن يجمع جيشا من 6000 من الرجال الاستونية مقاطعات مختلفة، لكنه قتل خلال معركة عيد القديس ماثيو في سبتمبر أيلول 1217.
في 1228، في أعقاب الحملة الصليبية يفونيان، إلى 1560s، وأصبحت إستونيا جزءا من تيرا ماريانا، التي أنشئت في 2 فبراير 1207 باعتبارها إمارة الإمبراطورية الرومانية المقدسة والتي أعلنها البابا الأبرياء الثالث في عام 1215 كما موضوعا للكرسي الرسولي. وقد احتل الأجزاء الجنوبية من البلاد من قبل الإخوة يفونيان من السيف الذي انضم إلى ترتيب توتوني عام 1237، وأصبح فرعها المعروف باسم ترتيب ليفونيان. تم تشكيل دوقية إستونيا في الأجزاء الشمالية من البلادك سلطان مباشرة من ملك الدنمارك من 1219 حتى 1346 عندما تم بيعه لأمر توتوني وأصبحت جزءا من حالة النظام. في 1343، ثار شعب إستونيا الشمالية وساريما ضد الحكم الألماني في ليلة انتفاضة سانت جورج، الذي وضع بنسبة 1345.
اكتسبت Reval (المعروف باسم تالين منذ 1918) حقوق لوبيك عام 1248 وانضم إلى تحالف النقابات التجارية ودعا الرابطة الهانزية في نهاية القرن 13th.
بعد سقوط النظام توتوني إلى الانخفاض بعد هزيمته في معركة جرونوالد عام 1410، وهزيمة النظام يفونيان في معركة Swienta في 1 أيلول 1435، تم التوقيع على اتفاقية الاتحاد يفونيان يوم 4 ديسمبر 1435. حاول دوقية موسكو وروسيا Tsardom من الغزوات الفاشلة في 1481 و 1558.
توقف الاتحاد يفونيان في الوجود خلال حرب ليفونيان (1558-1582). وكان للحروب تخفيض عدد السكان من نحو الاستونية 250-300,000 الناس قبل حرب ليفونيان إلى 120-140,000 في 1620.

### الإصلاح وإستونيا السويدية

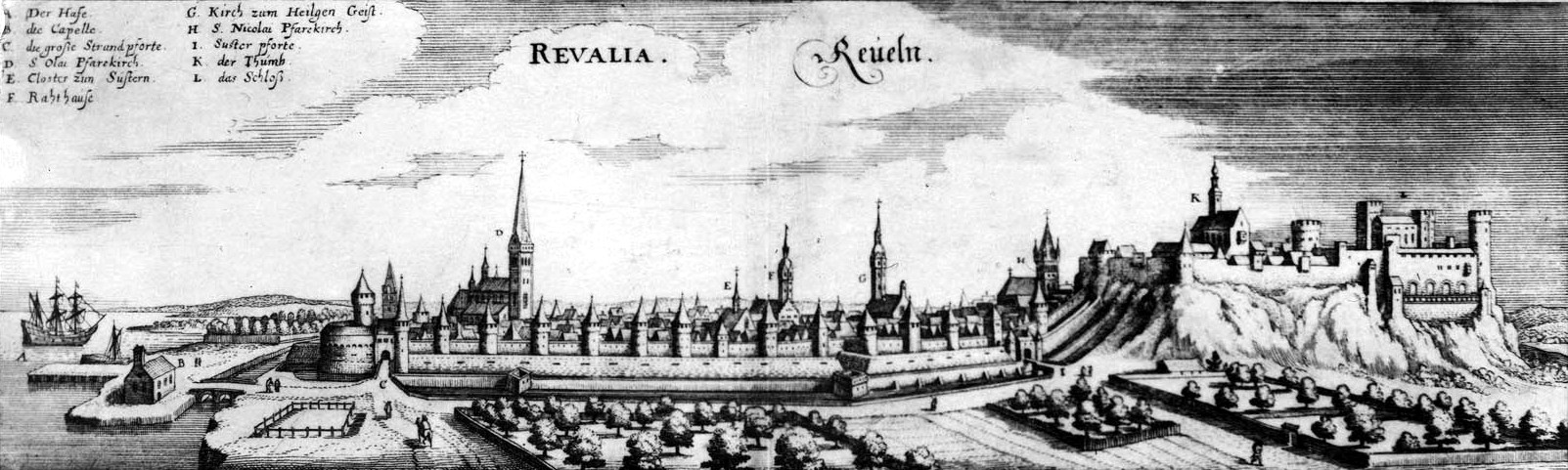
العاصمة الاستونية تالين في النصف الأول من القرن 17.

الإصلاح في أوروبا بدأت رسميا عام 1517 مع مارتن لوثر (1483-1546 م)، وأطروحاته 95. أدت حركة الإصلاح الديني في تغيير كبير في منطقة بحر البلطيق. دخلت الأفكار اتحاد ليفونيان بسرعة كبيرة وقبل 1520s كانت معروفة جيدا. تحولت إلى حد كبير اللغة والتعليم والدين والسياسة. والآن نظرا لخدمات الكنيسة في العامية المحلية، بدلاً من اللاتينية، وكان يستخدم سابقا. وخلال حرب ليفونيان في 1561، قدمت إلى شمال إستونيا سيطرة السويدية. شكلت في جنوب إستونيا 1560s 1 دوقية ذاتية الحكم ليفونيا في الكومنولث البولندي الليتواني تحت السيطرة المشتركة للتاج البولندي ودوقية، تحتوي على اثنين من المقاطعات في الوقت الحاضر إستونيا: [دوربت] فويفود (تارتو المنطقة) وParnawa فويفود (بارنو المنطقة). في 1629، جاء البر الرئيسي إستونيا كليا تحت الحكم السويدي. وقسمت إداريا إستونيا بين محافظتي إستونيا في الشمال ويفونيا في جنوب إستونيا ولاتفيا الشمالية. واستمر هذا التقسيم حتى أوائل القرن 20th.
في 1631، أجبر الملك السويدي غوستاف الثاني أدولف النبلاء على منح المزيد من حقوق الفلاحين، على الرغم من أن أبقي على القنانة. انسحب الملك تشارلز الحادي عشر العقارات النبيل كبيرة إلى ولي العهد السويدية تحول بفعالية الأقنان للمزارعين دفع الضرائب. في 1632، تم تأسيس المطبعة وجامعة في مدينة دوربت (المعروفة باسم تارتو منذ عام 1918). وتعرف هذه الفترة في التاريخ الإستوني بأنها «الوقت المناسب السويدية القديمة».
استمر النمو المطرد لعدد السكان حتى اندلاع وباء الطاعون في عام 1657. قتلت المجاعة الكبرى في 1695-1697 بعض 70,000 شخص - ما يقرب من 20٪ من السكان.

### الإمبراطورية الروسية
بعد استسلام إستونيا وليفونيا خلال الحرب الشمالية العظمى (1700-1721)، فقدت الإمبراطورية السويدية إستونيا على روسيا بموجب معاهدة Nystad. ومع ذلك، ظلت الطبقات العليا والطبقة المتوسطة العليا الألمانية البلطيق في المقام الأول. دمرت الحرب سكان إستونيا، لكنه تعافى بسرعة. وعلى الرغم من ضعف في البداية حقوق الفلاحين، وألغيت العبودية في عام 1816 في مقاطعة إستونيا وعام 1819 في ليفونيا. بعد الثورة الروسية عام 1917، لا تزال تالين تحت السيطرة السوفيتية حتى 24 شباط 1918، عندما أعلن الاستقلال الإستوني.

### إعلان الاستقلال

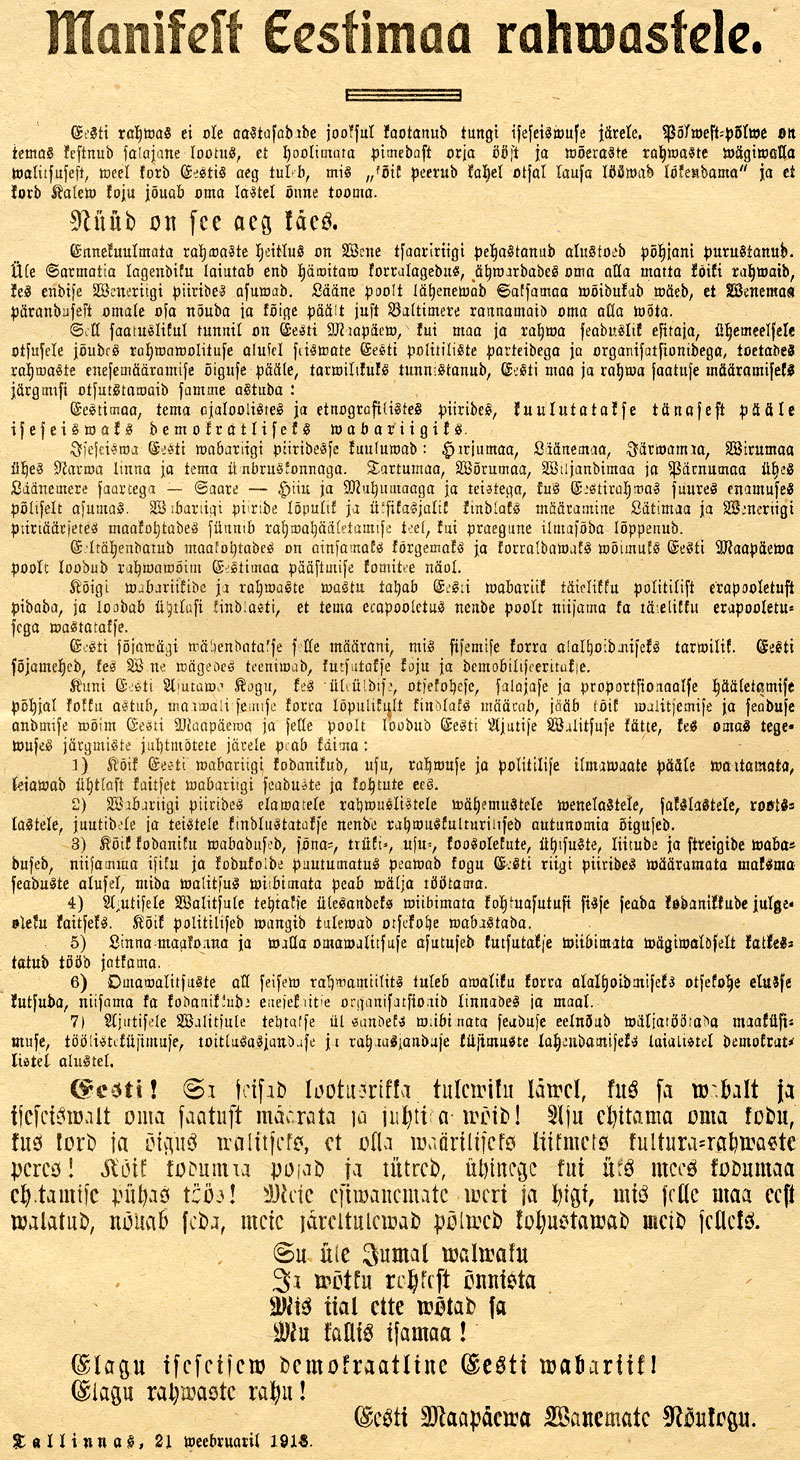
إعلان الاستقلال الاستونية

نتيجة لإلغاء القنانة، وتوافر التعليم للسكان إستونيا الناطقين باللغة الأم، نشط الحركة القومية الاستونية وضعت في القرن 19. وقد بدأ ذلك على المستوى الثقافي، مما أدى إلى إنشاء أدب اللغة الإستونية والمسرح والموسيقى المهنية وأدت إلى تشكيل الهوية الوطنية الاستونية وعصر الصحوة. من بين قادة الحركة وكان يوهان Voldemar Jannsen، هيرت جاكوب وكارل روبرت جاكوبسون.

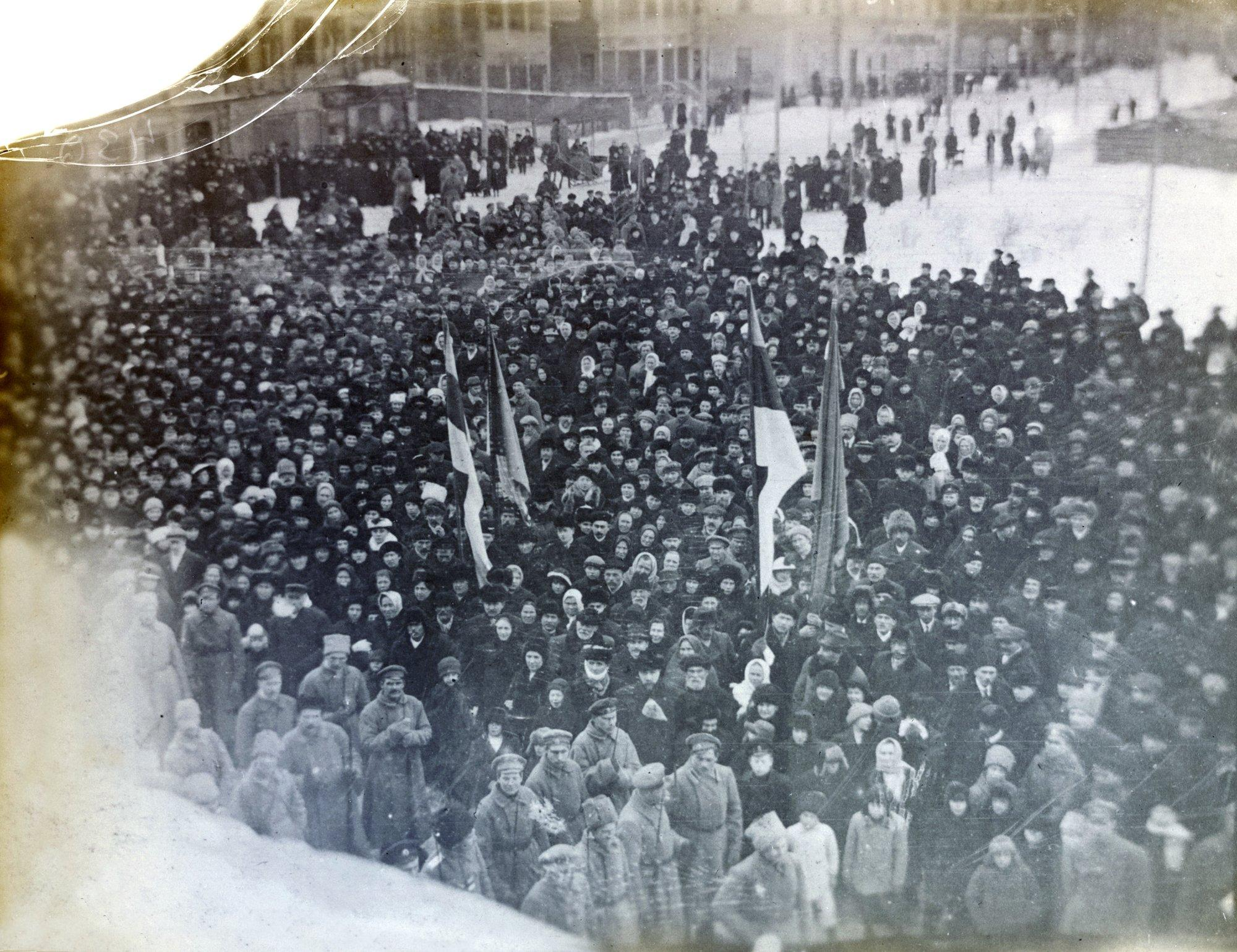
إعلان الاستقلال في بارنو يوم 23 فبراير عام 1918. واحدة من الصور الأولى للجمهورية.

وكانت إنجازات كبيرة في نشر ملحمة وطنية، Kalevipoeg، في عام 1862، وتنظيم المهرجان الغنائي الوطني الأول في عام 1869. استجابة لفترة من الترويس التي بدأتها الامبراطورية الروسية في 1890s، اتخذ القومية الإستونية على نغمات سياسية أكثر، مع المثقفين الدعوة الأولى لمزيد من الحكم الذاتي، وفي وقت لاحق، والاستقلال التام عن الإمبراطورية الروسية.
صدر بعد استيلاء البلاشفة على السلطة في روسيا بعد ثورة أكتوبر 1917 والانتصارات الألمانية ضد الجيش الروسي، وبين تراجع الروسية الجيش الأحمر وصول زحف القوات الألمانية، لجنة من الحكماء من Maapäev إعلان الاستونية الاستقلال في Pärnu في 23 شباط وفي تالين يوم 24 فبراير عام 1918.
بعد فوزه في حرب الاستقلال الإستونية ضد روسيا السوفيتية على حد سواء، وفريكوربس الألمانية وBaltische Landeswehr المتطوعين، (تم التوقيع على معاهدة سلام تارتو في 2 فبراير 1920). تم الاعتراف بجمهورية إستونيا (بحكم القانون) من فنلندا في 7 تموز 1920، بولندا في 31 كانون الأول 1920، الأرجنتين في 12 كانون الثاني 1921 وقبل الحلفاء الغربيين في 26 كانون الثاني 1921.
حافظت إستونيا استقلالها عن اثنين وعشرين عاما. في البداية ديمقراطية برلمانية، تم حل البرلمان (النيابي) في عام 1934، في أعقاب الاضطرابات السياسية الناجمة عن الأزمة الاقتصادية العالمية. استئناف الانتخابات البرلمانية عام في وقت لاحق وكان حكم البلاد بموجب مرسوم من قبل كونستانتين باتس، الذي أصبح رئيسا في عام 1938.

### الحرب العالمية الثانية
وقد تقرر مصير إستونيا في الحرب العالمية الثانية من قبل حلف الألمانية الاتحاد السوفيتي عدم الاعتداء وبروتوكولها الإضافي السري في أغسطس 1939. وكانت الحرب العالمية الثانية خسائر من إستونيا، التي تقدر بنحو 25٪ من السكان، من بين أعلى المعدلات في أوروبا. وقدرت الحرب والاحتلال حالة وفاة في 90000. وتشمل هذه عمليات الترحيل السوفيتي في عام 1941، عمليات الترحيل الألمانية وضحايا محرقة اليهود. بدأت الحرب العالمية الثانية مع غزو وتقسيم لاحق من حليف إقليمي مهم من إستونيا - بولندا، من خلال عملية مشتركة بين ألمانيا النازية والاتحاد السوفيتي.

#### الاحتلال السوفيتي
وقد تقرر مصير جمهورية إستونيا قبل الحرب العالمية الثانية من قبل حلف الألمانية الاتحاد السوفيتي عدم الاعتداء في أغسطس 1939 بعد جوزيف ستالين المكتسبة اتفاق أدولف هتلر على تقسيم أوروبا الشرقية إلى «المجالات التي تحظى باهتمام خاص» وفقا لاتفاقية مولوتوف ريبنتروب، ولها البروتوكول الإضافي سرية.
في 24 سبتمبر 1939، ظهر السفن الحربية التابعة للبحرية الأحمر قبالة الموانئ الأستونية والقاذفات السوفيتية بدأت دورية على تالين والأرياف القريبة. واضطرت الحكومة الاستونية لإعطاء موافقتها على اتفاق يسمح لاتحاد الجمهوريات الاشتراكية السوفيتية لإقامة قواعد عسكرية ومحطة 25,000 جندي على الأراضي الاستونية ل «الدفاع المشترك». وفي 12 يونيو 1940، تم إعطاء أمر لحصار عسكري شامل على إستونيا لاسطول البلطيق السوفيتية.
أسقطت اثنين من منفذي العملية السوفيتي في 14 يونيو عام 1940، بينما كان الاهتمام منصبا العالم على سقوط باريس إلى ألمانيا النازية في اليوم السابق، والحصار العسكري السوفيتي في إستونيا دخل حيز التنفيذ، وطائرة ركاب فنلندية "Kaleva" تطير من تالين إلى هلسنكي تقل ثلاثة الحقائب الدبلوماسية من المفوضيات الولايات المتحدة في تالين، ريغا وهلسنكي. وفي 16 حزيران عام 1940، غزا الاتحاد السوفيتي إستونيا. خرج الجيش الأحمر من قواعدها العسكرية في إستونيا في 17 حزيران. وفي اليوم التالي ودخلت بعض 90000 جندي إضافي في البلاد. في مواجهة القوة السوفيتية العظمى، استسلمت الحكومة الإستونية في 17 حزيران 1940 لتجنب اراقة الدماء.
وكان الاحتلال العسكري لإستونيا استكمال بنسبة 21 يونيو 1940.
استسلم معظم قوات الدفاع الاستونية وفقا لأوامر الحكومة الاستونية الاعتقاد بأن المقاومة كانت عديمة الفائدة والتي تم نزع سلاح الجيش الأحمر. فقط على الاستونية كتيبة إشارة المستقلة المتمركزة في تالين في شارع Raua أظهرت مقاومة الأحمر الجيش والميليشيات الشيوعية ودعا «الشعب للدفاع عن النفس» في 21 حزيران 1940. والجيش الأحمر في جلب تعزيزات إضافية تدعمها ست عربات مدرعة، واستمرت المعركة عدة ساعات حتى غروب الشمس. أخيرا انتهت المقاومة العسكرية مع المفاوضات، واستسلم للكتيبة إشارة المستقلة ونزع سلاحها. وكان هناك 2 من الجنود القتلى الإستونية، ألكسي Männikus و Mandre يوهانس، والعديد من الجرحى في الجانب الإستوني ونحو 10 قتلوا وأصيب أكثر من الجانب السوفيتي. وكان على رأس ميليشيا السوفيتية التي شاركت في المعركة من قبل Stepulov نيكولاي.
في 6 أغسطس 1940، تم بصورة غير قانونية إستونيا ضمها الاتحاد السوفيتي والاشتراكية السوفيتية الاستونية. تم تجاهل الأحكام الواردة في الدستور الإستوني تتطلب استفتاء شعبي للبت في الانضمام إلى هيئة فوق وطنية. بدلاً من ذلك تم التصويت للانضمام إلى الاتحاد السوفيتي من قبل أولئك الذين انتخبوا في الانتخابات الصورية التي عقدت في الشهر السابق. وبالإضافة إلى ذلك تم إدانة هؤلاء الذين فشلوا في القيام بها «واجب سياسي» من إستونيا التصويت في الاتحاد السوفيتي، وتحديدا أولئك الذين فشلوا في أن جوازات سفرهم مختومة للتصويت، حتى الموت من قبل المحاكم السوفيتية. والقمع تلت مع الترحيل الجماعي التي تقوم بها السوفيات في إستونيا في 14 يونيو 1941. وقتل العديد من قادة البلاد السياسية والفكرية أو ترحيلهم إلى مناطق نائية من الاتحاد السوفيتي من قبل السلطات السوفييتية في 1940-1941. كما اتخذت الإجراءات القمعية ضد الآلاف من الناس العاديين.
وعندما بدأت العملية بربروسا الألمانية ضد الاتحاد السوفيتي، وضعت قسرا حوالي 34000 الرجال الاستونية الشباب في الجيش الأحمر. ونجا أقل من 30٪ منهم من الحرب. تم إعدام السجناء السياسيين الذين لا يمكن اجلاؤهم من NKVD.
لم كثير من البلدان، بما في ذلك بريطانيا والولايات المتحدة، لا تعترف بضم إستونيا من قبل الاتحاد السوفييتي بحكم القانون. أقرت بلدان مثل الدبلوماسيين والقناصل الذين الاستونية لا تزال تعمل باسم حكوماتهم السابقة. واستمر هؤلاء الدبلوماسيين في هذا الوضع الشاذ حتى استعادة استقلال دول البلطيق في نهاية المطاف.
الساسة الروس المعاصرين ينكر أن تم بشكل غير قانوني في جمهورية إستونيا ضمها الاتحاد السوفيتي في عام 1940. ويقولون بأن القوات السوفيتية قد دخلت إستونيا في عام 1940 في أعقاب الاتفاقات وبموافقة حكومة جمهورية إستونيا، بغض النظر عن الكيفية التي يمكن أن تفسر أعمالهم اليوم. وهم يؤكدون أن الاتحاد السوفيتي لم يكن في حالة حرب، ولم يشن أي أنشطة قتالية في أراضي إستونيا، وبالتالي لن يكون هناك أي احتلال. المسؤول النسخة الروسية السوفيتية والحالية تدعي أن الاستونيين تخلت طوعا عن دولتهم. وصفت المقاتلين من أجل الحرية من 1944-1976 «قطاع الطرق» أو «نازيون». لم يتم التعرف على الموقف الروسي على الصعيد الدولي.

#### الاحتلال الألماني

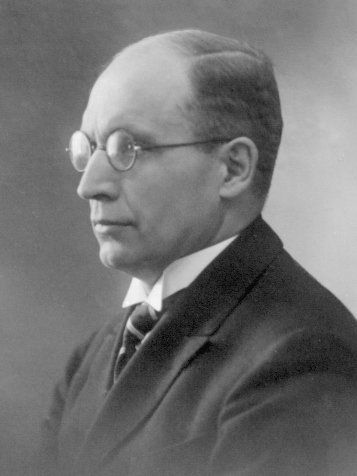
هيئة المحلفين الأمة

بعد غزت ألمانيا الاتحاد السوفيتي في 22 حزيران 1941، كان الجيش الألماني قادرة على الوصول إلى إستونيا في غضون أيام. عبر الجيش الألماني الحدود الاستونية الجنوبية في 7 تموز. وتراجع الجيش الأحمر وراء نهر بارنو - Emajõgi خط في 12 تموز. في نهاية تموز استأنف الألمان تقدمهم في إستونيا العمل جنبا إلى جنب مع الإخوة الغابات الاستونية. قرر كل من القوات الألمانية وأنصار الإستونية نارفا في 17 آب، والإستونية تالين عاصمة في 28 آب. بعد طردوا القوات السوفيتية على الانسحاب من القوات الألمانية إستونيا نزع سلاح جميع المجموعات الحزبية.
على الرغم من أن في البداية كان ينظر الألمان من قبل معظم الاستونيين كمحررين من الاتحاد السوفيتي والقمع لها، وكانت الآمال من أجل استعادة استقلال البلاد، وسرعان ما أدركت أنهم كانوا آخر لكن السلطة القائمة بالاحتلال. استخدم الألمان موارد إستونيا للمجهود الحربي، لمدة إستونيا الاحتلال وأدرجت في مقاطعة ألمانية من Ostland.
هذا قاد العديد من الاستونيين، غير مستعدة للوقوف إلى جانب النازيين، للانضمام إلى الجيش الفنلندي للقتال ضد الاتحاد السوفيتي. وتشكلت من المتطوعين الاستونية في فنلندا: فوج المشاة الفنلندية 200 (soomepoisid الإستوني). على الرغم من أن تم تجنيد العديد من الاستونيين في القوات المسلحة الألمانية (بما في ذلك إستونيا افن اس اس)، لم غالبيتهم العظمى من ذلك إلا في عام 1944 عندما التهديد بغزو جديد من إستونيا من قبل الجيش الأحمر قد أصبح وشيكا، وكان من الواضح أن ألمانيا النازية لا يمكن الانتصار في الحرب.
بحلول يناير 1944، تم دفع الجبهة مرة أخرى من قبل الجيش الأحمر تقريبا على طول الطريق إلى الحدود الاستونية السابقة. وتم اخلاء نارفا. سلمت جوري Uluots، وكان آخر رئيس وزراء شرعي لجمهورية إستونيا (وفقا لدستور جمهورية إستونيا) قبل سقوطه إلى الاتحاد السوفيتي في عام 1940، خطاب إذاعي أن ناشدت جميع الرجال القادرين على العمل من مواليد 1904 خلال عام 1923 إلى تقديم تقرير عن أداء الخدمة العسكرية (قبل ذلك، كان Uluots جوري تعارض تعبئة الاستونية.) إن الدعوة ولفت الدعم من جميع أنحاء البلاد. 38000 متطوع تكدست مراكز تسجيل.
وجاء عدة آلاف من الاستونيين الذين انضموا إلى الجيش الفنلندي مرة أخرى عبر خليج فنلندا للانضمام إلى القوة التي شكلت حديثا الدفاع الإقليمي، المخصصة للدفاع عن إستونيا ضد التقدم السوفيتي. وكان المأمول أن من خلال الانخراط في مثل إستونيا الحرب ستكون قادرة على جذب الدعم الغربي لقضية استقلال إستونيا من الاتحاد السوفيتي، وبالتالي تنجح في النهاية في تحقيق الاستقلال.

### إستونيا السوفيتية
استعاد القوات السوفيتية إستونيا في خريف عام 1944 بعد معارك ضارية في شمال شرق البلاد على نهر نارفا، على الخط تانينبرغ (Sinimäed)، في جنوب شرق إستونيا، على نهر Emajõgi، وفي أرخبيل في إستونيا الغربية.
في مواجهة الدولة التي اعاد احتلالها من قبل الجيش الأحمر، اختار عشرات الآلاف من الاستونيين (بما في ذلك الغالبية العظمى من التعليم والثقافة والعلوم، والمتخصصين والسياسية والاجتماعية) (التقديرات ما يصل إلى 80,000) إما التراجع مع الألمان أو الفرار إلى فنلندا أو السويد. في 12 كانون الثاني 1949، أصدر مجلس الوزراء السوفيتي قرارا «على الطرد والإبعاد» من دول البلطيق «كل الكولاك وأسرهم، وأسر اللصوص والقوميين»، وغيرها.
ويقدر أن أكثر من 200,000 شخص قد تم ترحيلهم من بحر البلطيق في 1940-1953. وبالإضافة إلى ذلك، تم إرسال ما لا يقل عن 75000 إلى معسكرات العمل. تم ترحيل أكثر من 10٪ من السكان البالغين البلطيق كامل أو أرسلوا إلى معسكرات العمل السوفيتية. وردا على استمرار التمرد ضد الحكم السوفيتي، تم قسرا أكثر من 20,000 الاستونيين ترحيلهم إما إلى معسكرات العمل أو سيبيريا (انظر معسكرات العمل). في غضون الأسابيع القليلة التي تلت ذلك، كان ما يقرب من الكولخوزات جميع الأسر الريفية المتبقية.
بعد الحرب العالمية الثانية، وذلك كجزء من الهدف إلى أكثر بالكامل دمج دول البلطيق إلى الاتحاد السوفيتي، وأبرمت الترحيل الجماعي في بلدان البلطيق، واستمرت سياسة تشجيع الهجرة السوفيتية لدول البلطيق. بالإضافة إلى الإنسان وعانى من خسائر مادية نتيجة للحرب، وقتل الآلاف من المدنيين وعشرات الآلاف من الناس ترحيله من إستونيا من قبل السلطات السوفيتية حتى وفاة جوزيف ستالين عام 1953.
نصف الذين تم ترحيلهم لقوا حتفهم، ولم يسمح النصف الآخر للعودة حتى أوائل 1960s (سنة بعد وفاة ستالين). [بحاجة لمصدر] ومختلف الأنشطة القمعية التي تقوم بها القوات السوفيتية في 1940-1941، وبعد إعادة احتلال أثار حرب عصابات ضد السلطات السوفيتية في إستونيا من قبل «الاخوة الغابات» (metsavennad)، الذي يتألف في معظمه من قدامى المحاربين في إستونيا من الجيوش الألمانية والفنلندية، وبعض المدنيين. استمر هذا الصراع في أوائل عام 1950. الأضرار المادية التي سببتها الحرب العالمية، وعصر التالية السوفيتي تباطأت بصورة ملحوظة النمو الاقتصادي في إستونيا، مما أدى إلى اتساع فجوة الثروات في مقارنة مع فنلندا والسويد المجاورة.
وكانت عسكرة جانبا آخر من جوانب النظام السوفيتي. أجزاء كبيرة من البلاد، وخاصة تم إغلاق المناطق الساحلية للجميع ولكن الجيش السوفيتي. وأعلن أكثر من شاطئ البحر وجميع الجزر البحرية (بما في ذلك ساريما وهيوما) «المناطق الحدودية». وفرضت قيود الناس لم يكونوا مقيمين في الواقع هناك من السفر إليها من دون تصريح. وكان من أبرز منشأة عسكرية مغلقة مدينة بلديسكي، الذي كان مغلقا تماما على جميع وصول الجمهور. كانت المدينة قاعدة الدعم لغواصات اسطول البلطيق السوفيتي والعديد من القواعد العسكرية الكبيرة، بما في ذلك مركز التدريب غواصة نووية كاملة مع نموذج شامل من غواصة نووية مع المفاعلات النووية العاملة. غادر بناء مفاعلات بلديسكي مرت في سيطرة الاستونية في عام 1994 بعد انسحاب القوات السوفيتية مشاركة البلاد. الهجرة وكان آخر أثر من الاحتلال السوفيتي. وتم ترحيل مئات الآلاف من المهاجرين إلى إستونيا من اجزاء أخرى من الاتحاد السوفيتي لمساعدة التصنيع والعسكرة، والمساهمة بزيادة قدرها حوالي نصف مليون شخص في غضون 45 سنوات.

### في مرحلة ما بعد الاستقلال
تعدّ الولايات المتحدة وبريطانيا وفرنسا وإيطاليا ومعظم الديمقراطيات الغربية الأخرى ضم إستونيا من قبل الاتحاد السوفيتي غير قانوني. إنها احتفظت بعلاقات دبلوماسية مع ممثلي جمهورية إستونيا المستقلة، أبدا بحكم القانون المعترف بها من وجود SSR الإستونية، وتعترف أبدا إستونيا كجزء التأسيسية القانوني للاتحاد السوفيتي. وأصبحت إستونيا في العودة إلى استقلال ممكن للواجهة الاتحاد السوفيتي تحديات النظام الداخلي، وتخفيف قبضتها على إمبراطورية الخارجي. كما تقدم 1980s، بدأت الحركة من أجل الحكم الذاتي الاستونية. في الفترة الأولى من 1987-1989، وكان هذا جزئيا من أجل الاستقلال أكثر اقتصادية، ولكن كما الاتحاد السوفيتي ضعفت وأصبح من الواضح بشكل متزايد أن أي شيء أقل من الاستقلال الكامل لن يفعل، في البلاد بدأت الطريق نحو تقرير المصير.

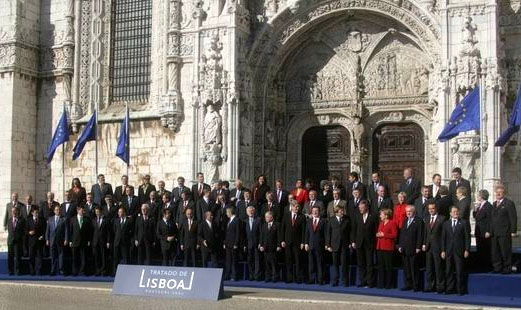
انضمت إستونيا والاتحاد الأوروبي في عام 2004 ووقعت على معاهدة لشبونة في عام 2007.

وكان في عام 1989، خلال «ثورة الغناء»، في مظاهرة تاريخية لمزيد من الاستقلال، ودعا الطريق البلطيق، شكلوا سلسلة بشرية من أكثر من مليوني نسمة، وتمتد عبر ليتوانيا ولاتفيا وإستونيا. وكان جميع الدول الثلاث تجارب مماثلة من الاحتلال وطموحات مماثلة لاستعادة الاستقلال. صدر إعلان السيادة الاستونية في 16 نوفمبر 1988 وأعلن الاستقلال رسميا في 20 أغسطس 1991، إعادة تشكيل ما قبل 1940 حالة، خلال محاولة انقلاب عسكري السوفيتي في موسكو. اعترف الاتحاد السوفيتي واستقلال إستونيا في 6 سبتمبر 1991. كانت أول دولة تعترف دبلوماسيا باستقلال إستونيا المستصلحة أيسلندا. غادرت آخر القوات الروسية في 31 آب 1994.
كان عام 2004 لتوسيع الاتحاد الأوروبي أكبر توسع واحد في الاتحاد الأوروبي (الاتحاد الأوروبي)، على حد سواء من حيث المساحة والسكان، ولكن ليس من حيث الناتج المحلي الإجمالي (الثروة). وكانت إستونيا ضمن مجموعة من عشرة بلدان دمجها في الاتحاد الأوروبي في 1 مايو 2004. تم التوقيع على معاهدة الانضمام عام 2003 على 16 نيسان 2003.

### إستونيا كبلد الشمال
العديد من الإستونيين يعدّون أنفسهم من الشمال بدلاً من البلطيق. [بحاجة لمصدر] وبحر البلطيق مصطلح كمفهوم ليتوانيا المجموعة، لاتفيا، وإستونيا قد تعرضت لانتقادات، كما أن الدول الثلاث تشترك كليّا تقريبا من التجارب المستمدة المشتركة للاحتلال، الترحيل، والاضطهاد، وما إستونيا لا يشارك مع لاتفيا وليتوانيا هي هوية مشتركة أو مجموعة لغوية [بحاجة لمصدر] و Balts مصطلح لا ينطبق على الاستونيين.
اللغة الإستونية يرتبط ارتباطا وثيقا باللغة الفنلندية، وليس إلى لغات البلطيق وإستونيا، كمجموعة عرقية، هم شعب Finnic. وكان الجزء الشمالي من إستونيا جزءا من الدنمارك في القرون الوسطى خلال القرنين 13th-14، التي يجري بيعها إلى وسام توتوني بعد انتفاضة ليلة القديس جورج في 1346. ويعتقد أن اسم العاصمة الاستونية، تالين، التي يمكن جنيها من لين تاني الاستونية، "بلدة الدنماركية معنى (انظر علم الدنمارك للحصول على التفاصيل). وكانت أجزاء من إستونيا تحت الحكم الدنماركي مرة أخرى في القرنين 16، 17، قبل نقله إلى السويد في عام 1645 م. وكانت إستونيا جزءا من الإمبراطورية السويدية من 1561 حتى 1721. وأصبح عصر السويدية المعروف بالعامية في إستونيا باسم "السراء السويدية القديمة". اجتمع السفير السويدي، خطاب السيد داغ Hartelius في يوم الاستقلال الاستونية، فبراير 24، 2009، حيث كان يعدّ إستونيا "دولة إسكندنافية" الكثير من الاهتمام في البلاد، وكان يعدّ على نطاق واسع باعتباره مكملا عظيم. بالإضافة إلى ذلك، تم نقل عن وزير التجارة الخارجية لفنلندا، ألكسندر ستاب، قائلا إن إستونيا هو "دول الشمال متميزة".
| إستونيا     | إستونيا العلم المقترح يضم عبر الشمال   |                       |
| علم إستونيا | العلم الإستوني المقترح يضم صليب الشمال | علم اقترح في عام 1919 |

ابتداء من القرن 14، كانت مستعمرة أجزاء من الساحل الشمالي الغربي لإستونيا والجزر من قبل السويديين العرقي، الذي أصبح لاحقا يعرف باسم السويديين الإستونية. وفرّٕ معظم سكان إستونيا السويدية إلى السويد في عام 1944، هاربين من الجيش التقدم السوفيتي.
في عام 2005، انضمت إستونيا مجموعة الاتحاد الأوروبي في معركة الشمال.

### الزمني للتاريخ الإقليمي
قالب:الجدول الزمني تاريخ إستونيا

## السياسة

### النظام السياسي
السياسة في إستونيا تتم في إطار جمهورية برلمانية ديمقراطية ممثل فيها رئيس الوزراء هو رئيس الحكومة ونظام متعدد الأحزاب. الثقافة السياسية غير مستقرة جدا في إستونيا، حيث يعقد السلطة بين عامين إلى ثلاثة أحزاب، التي كانت في الحياة السياسية لفترة طويلة. هذا الوضع يشبه إلى بلدان أخرى في أوروبا الشمالية. رئيس وزراء إستونيا الحالي كريستين ميشال، وتعد أول امرأة تتولى هذا المنصب.

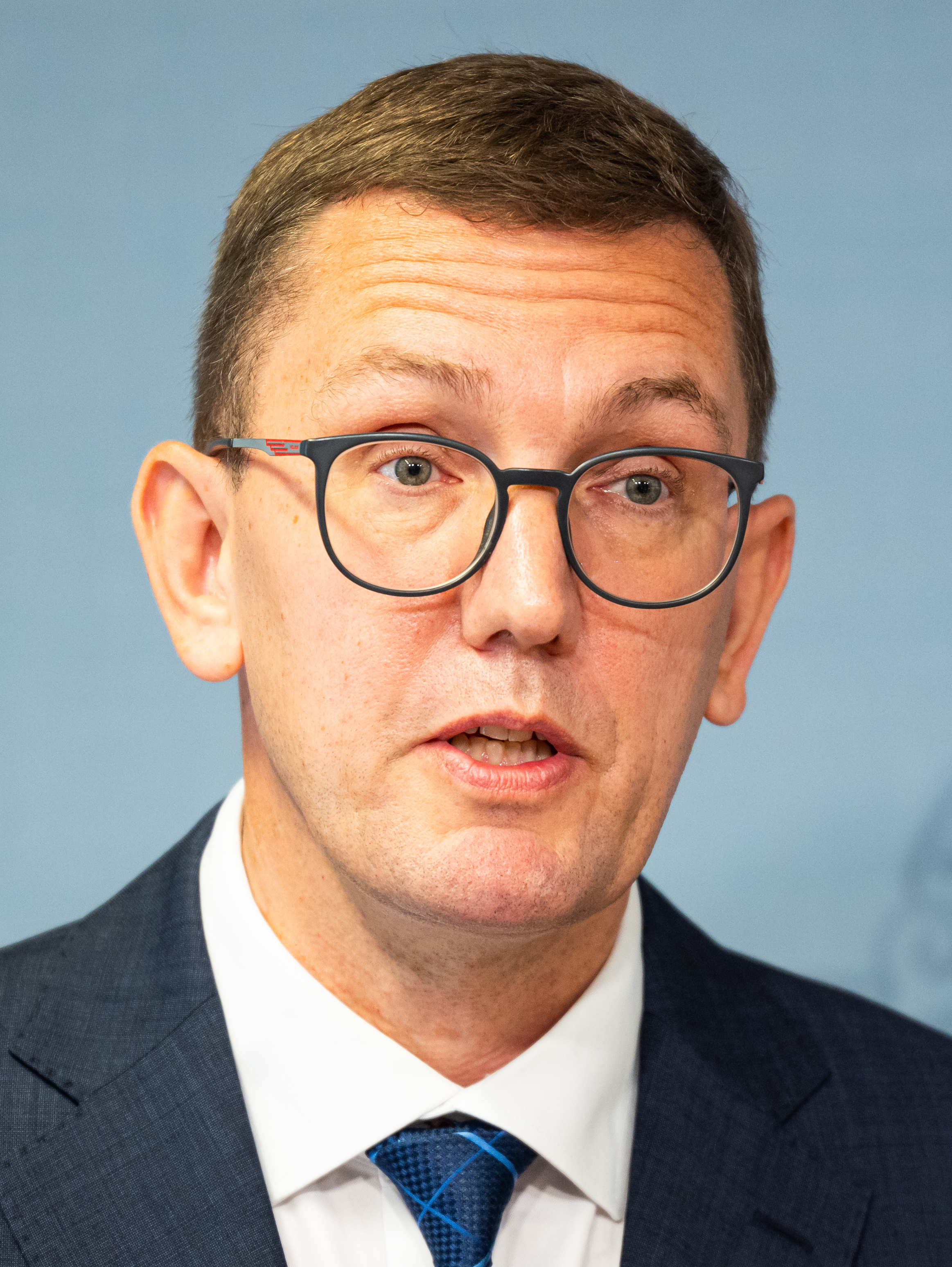
كريستين ميشال رئيس الوزراء منذ عام 2024

### البرلمان

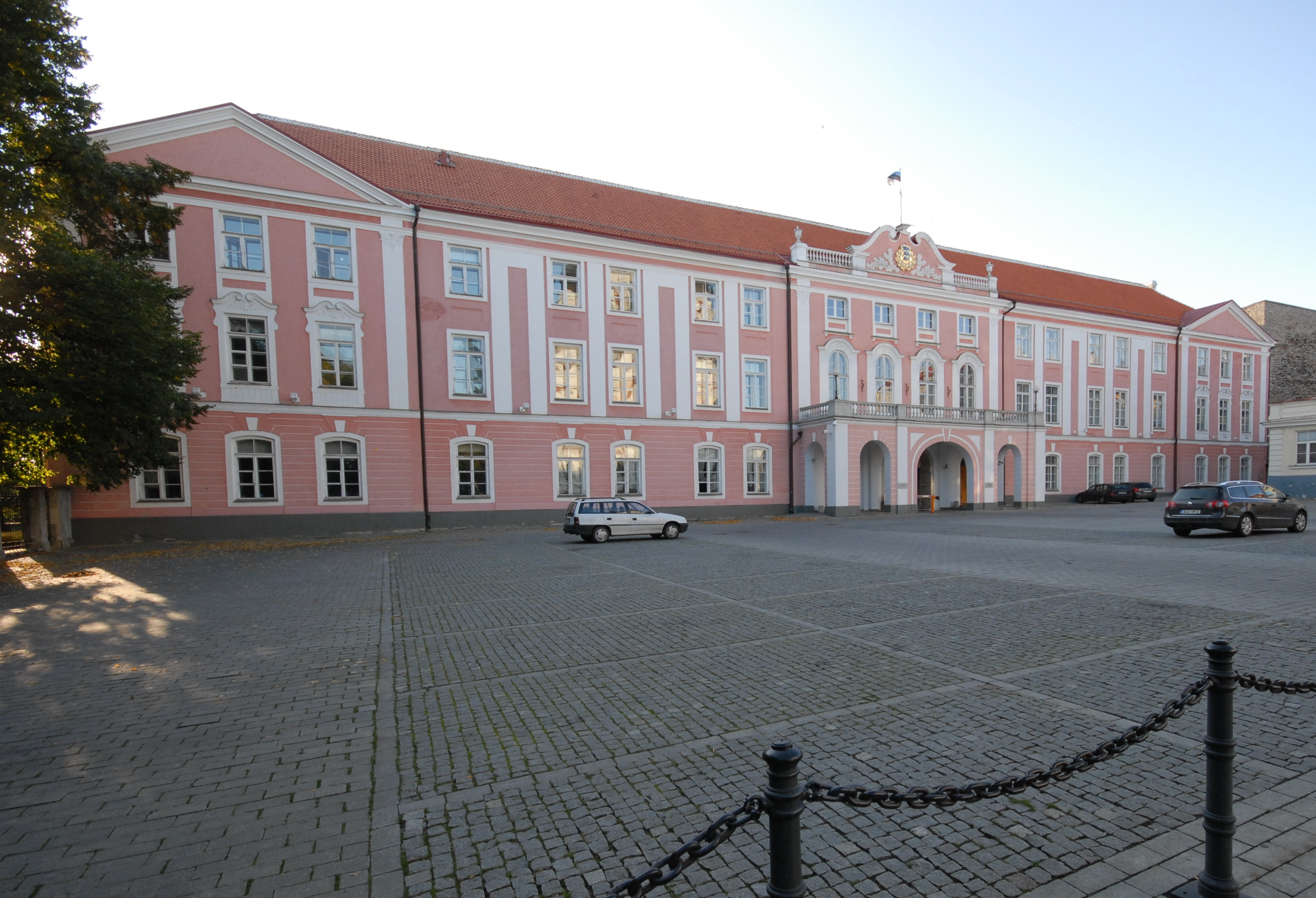
برلمان إستونيا.

يعمل برلمان إستونيا أحادي المجلس (ريجيكوغو إستونيا) "Riigikogu"، كسلطة تشريعية وتعمل الحكومة كسلطة تنفيذية. ويتألف من 101 عضوًا يتم انتخابهم لمدة أربع سنوات على أساس التمثيل النسبي: إستونيا هي جمهورية ديمقراطية برلمانية تمثيلية. النظام السياسي الاستونية تعمل ضمن إطار المنصوص عليها في وثيقة 1992 الدستورية. البرلمان الإستوني من 101 عضوا ويؤثر على إدارة شؤون الدولة في المقام الأول من خلال تحديد الدخل والنفقات في الدولة (تحديد الضرائب وإقرار الميزانية). في الوقت نفسه للبرلمان الحق في تقديم البيانات والإعلانات والنداءات لشعب إستونيا، والتصديق على المعاهدات الدولية والتنديد مع الدول الأخرى والمنظمات الدولية واتخاذ قرار بشأن قروض الحكومة.
المجلس النيابي ينتخب ويعين كبار المسؤولين عدة في الدولة، بما في ذلك رئيس الجمهورية. بالإضافة إلى ذلك، يعين المجلس النيابي، بناء على اقتراح من رئيس، ورئيس المحكمة الوطنية، ورئيس مجلس إدارة بنك إستونيا، والمراجع العام، المستشار القانوني والقائد الأعلى، لقوات الدفاع. وقال عضو المجلس النيابي لديه الحق في المطالبة توضيحات من حكومة الجمهورية وأعضائها. وهذا يتيح للأعضاء في البرلمان لمراقبة الأنشطة التي تضطلع بها السلطة التنفيذية والمسؤولين المذكورة أعلاه العليا للدولة.

### الحكومة

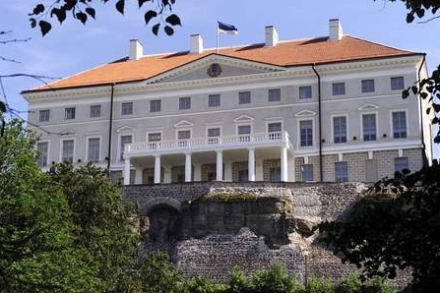
ستنبوك هاوس، مقر حكومة إستونيا في Toompea هيل

يتم تشكيل السلطة التنفيذية من قبل رئيس الوزراء، الذي رشح من قبل الرئيس والذي وافق عليها / عليه مجلس النواب: حكومة إستونيا (Vabariigi Valitsus الإستوني). الحكومة تمارس السلطة التنفيذية وفقا للدستور إستونيا وقوانين جمهورية إستونيا، ويتألف من 12 وزيرا بمن فيهم رئيس الوزراء. رئيس الوزراء أيضا لديه الحق في تعيين وزراء آخرين وتعيينها موضوعا للتعامل معها. هؤلاء هم وزراء بدون حقيبة، لم يكن لديهم وزارة للسيطرة.
رئيس الوزراء له الحق في تعيين الحد الأقصى من 3 وزراء من هذا القبيل، والحد من وزراء في حكومة واحدة هي 15. ومن المعروف أيضا باسم مجلس الوزراء. الحكومة تنفذ سياسة البلاد الداخلية والخارجية، شكلت من قبل البرلمان، وإنما توجه وتنسق، عمل المؤسسات الحكومية وتتحمل المسؤولية الكاملة عن كل ما يحدث داخل السلطة من السلطة التنفيذية. الحكومة، برئاسة رئيس مجلس الوزراء، وهكذا يمثل القيادة السياسية للبلد وتتخذ القرارات باسم السلطة التنفيذية برمتها.
واصلت إستونيا تطوير الدولة الإلكترونية والحكومة الإلكترونية. ويستخدم الإنترنت التصويت في الانتخابات في إستونيا. التصويت على الإنترنت الأولى وقعت في انتخابات عام 2005 المحلية، وصدر أول مرة في الانتخابات البرلمانية المتاحة لانتخابات عام 2007، والذي الأفراد 30275 صوت عبر الإنترنت. الناخبين لديهم فرصة لإبطال أصواتهم في الانتخابات الإلكترونية التقليدية، وإذا كانوا يرغبون في. في عام 2009 في 8 لمؤشر حرية الصحافة في جميع أنحاء العالم، في المرتبة منظمة مراسلون بلا حدود إستونيا 6 من أصل 175 دولة. في الدولة من أي وقت مضى الأول من تقرير المؤشر العالمي ليبرتي، وجاء في المركز إستونيا 1ST من بين 159 بلدا.

### القانون
وفقا لدستور إستونيا (إستونيا: Põhiseadus) تناط السلطة العليا للدولة في الناس. الشعب ممارسة سلطتهم العليا للدولة في انتخابات المجلس النيابي من خلال المواطنين الذين لديهم الحق في التصويت. تناط السلطة العليا القضائية في المحكمة العليا أو Riigikohus، مع وجود 19 قاضيا. ورئيس المحكمة العليا ويعين من قبل البرلمان لمدة تسع سنوات، بناء على ترشيح من قبل الرئيس. الرئيس الرسمي للدولة هو رئيس، الذي يعطي الموافقة على القوانين التي يقرها البرلمان بناء لها أيضا الحق في إعادتهم واقتراح قوانين جديدة.
الرئيس، ومع ذلك، لا يستخدم هذه الحقوق في كثير من الأحيان، وجود دور شرفي إلى حد كبير. وينتخب هو أو هي من قبل البرلمان بناء مع ثلثي الأصوات المطلوبة. إذا كان المرشح لا كسب المبلغ المطلوب من الأصوات، والحق في انتخاب الرئيس يذهب أكثر إلى هيئة الانتخابية، ويتألف من 101 من أعضاء البرلمان وممثلين عن المجالس المحلية. كما المجالات الأخرى، وقد تم صنع القانون الإستوني بنجاح تكامل مع عصر المعلومات.

### العلاقات الخارجية

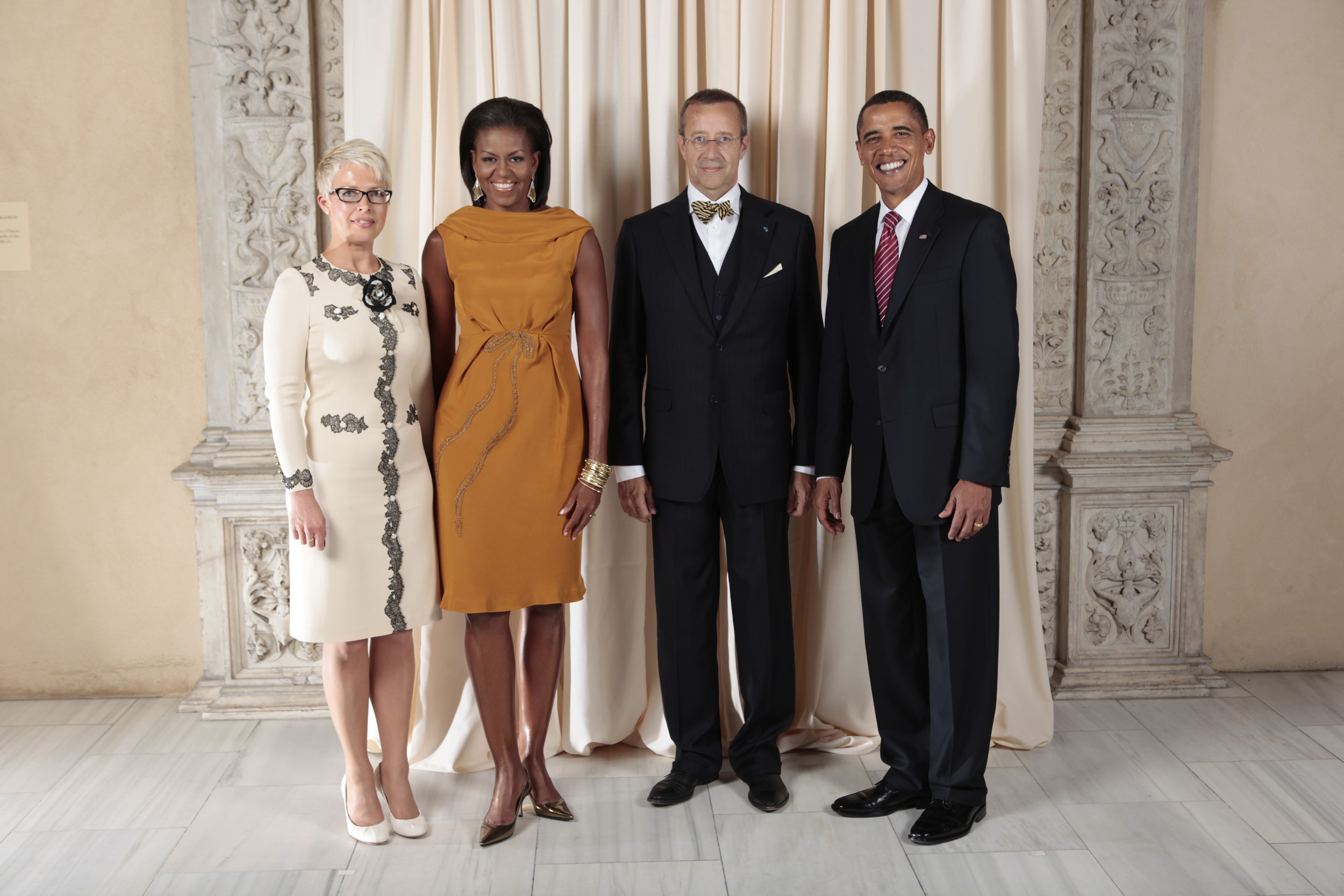
الرئيس توماس هندريك إلفيس، وزوجته، السيدة الأولى إيفلين إلفيس في نيويورك مع باراك أوباما والسيدة الأولى ميشيل في عام 2009.

إستونيا كان عضوا في عصبة الأمم من 22 سبتمبر 1921, وكان عضوا في الأمم المتحدة منذ 17 سبتمبر 1991, وحلف شمال الأطلسي منذ 29 مارس 2004, فضلا عن الاتحاد الأوروبي منذ 1 مايو 2004. إستونيا كما وقعت على بروتوكول كيوتو. إستونيا هي عضو في منظمة الأمن والتعاون في أوروبا (OSCE). باعتبارها دولة المشاركة في المنظمة، والالتزامات الدولية إستونيا تخضع للمراقبة بموجب تفويض من لجنة هلسنكي في الولايات المتحدة.
منذ استعادة الاستقلال، اتبعت سياسة خارجية إستونيا من تعاون وثيق مع شركائها في أوروبا الغربية. وكانت وهما أهداف السياسة الأكثر أهمية في هذا الصدد انضمام إلى منظمة حلف شمال الأطلسي والاتحاد الأوروبي، التي تحققت في مارس ومايو 2004 على التوالي. ورافق إعادة إستونيا الدولية تجاه الغرب من تدهور عام في العلاقات مع روسيا، وكان آخرها الذي أبداه الجدل الدائر حول نقل مقر النصب التذكاري للجندي البرونزي في تالين الحرب العالمية الثانية.
لقد كان عنصرا مهما في عملية إعادة التوجيه في مرحلة ما بعد استقلال إستونيا في توثيق العلاقات مع بلدان الشمال الأوروبي، وخاصة فنلندا والسويد. في الواقع، الاستونيين يعدّون أنفسهم شعب الشمال بدلا من بلاتس، استنادا إلى العلاقات التاريخية مع السويد والدانمارك وفنلندا خصوصًا. في ديسمبر 1999، ثم وزير الخارجية الإستوني (ومنذ عام 2006، رئيس جمهورية إستونيا) توماس هندريك إلفيس خطابا بعنوان «إستونيا باعتبارها دولة إسكندنافية» إلى المعهد السويدي للشؤون الدولية. وفي عام 2003، استضافت وزارة الخارجية أيضا معرضا بعنوان «إستونيا: الشمال مع تويست».
في عام 2005، انضمت إستونيا مجموعة الاتحاد الأوروبي في معركة الشمال. إلا أنها لم تبد اهتماما مستمرا في الانضمام إلى مجلس الشمال. في حين في عام 1992 وشكلت روسيا عن 92٪ من التجارة إستونيا الدولية، اليوم هناك الترابط الاقتصادي واسعة النطاق بين إستونيا وجاراتها الإسكندنافية: ثلاثة أرباع الاستثمارات الأجنبية في إستونيا ينشأ في دول الشمال (فنلندا أساسا والسويد)، والتي إستونيا يرسل 42٪ من صادراتها (بالمقارنة مع 6.5٪ الذهاب إلى روسيا، 8.8٪ على لاتفيا، و 4.7٪ ليتوانيا). من ناحية أخرى، فإن النظام السياسي الإستوني، سعر شقة من ضريبة الدخل، ونموذجها غير دولة الرفاهية التمييز بينه وبين دول الشمال الأوروبي الأخرى، بل من العديد من البلدان الأوروبية الأخرى.

### القوات المسلحة

إستونيا هي جزء من المجموعة معركة الشمال.

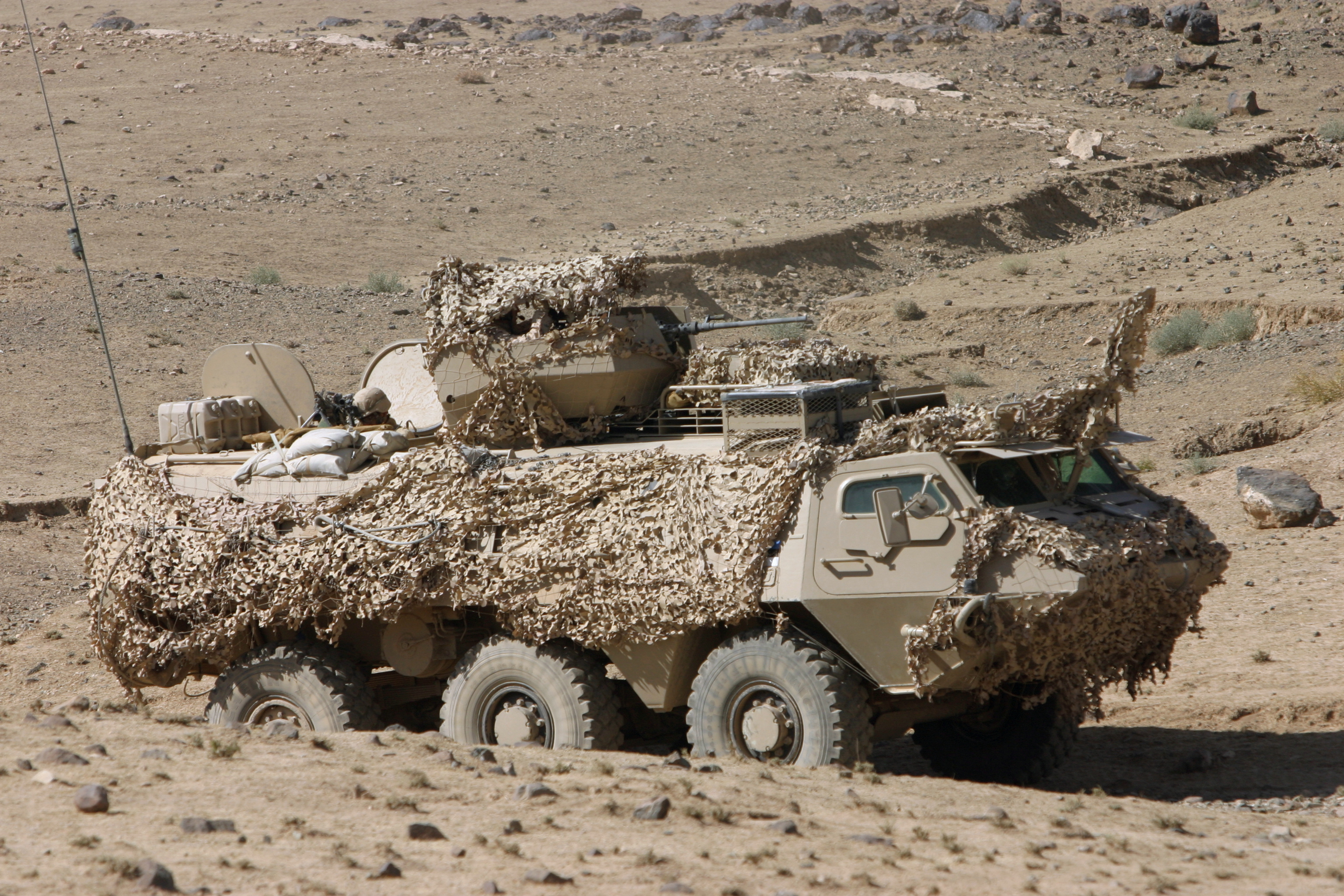
والاستونية باتريا تمريرة XA-180 في أفغانستان.

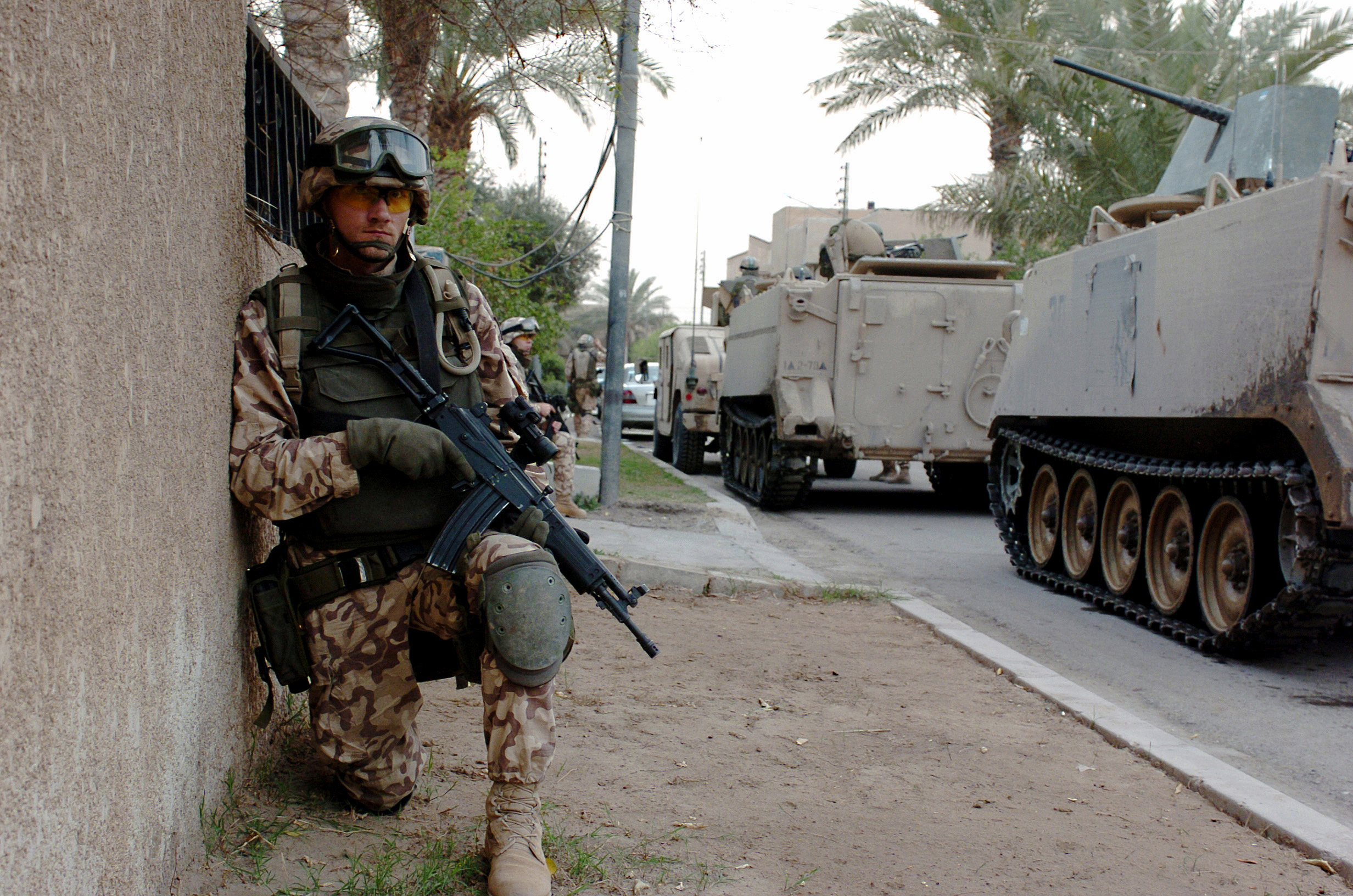
جندي استوني في بغداد، العراق.

ويستند الجيش من إستونيا على قوات الدفاع الإستونية (الاستونية: Kaitsevägi)، والذي هو اسم للقوات المسلحة الموحدة للجمهورية مع Maavägi (الجيش)، Merevägi (البحرية)، Õhuvägi (القوة الجوية)، وشبه العسكرية للحرس الوطني منظمة Kaitseliit (رابطة الدفاع). والاستونية سياسة الدفاع الوطني يهدف إلى ضمان المحافظة على استقلال وسيادة الدولة وسلامة أراضيها ومياهها الإقليمية ومجالها الجوي ونظامها الدستوري. الأهداف الاستراتيجية الحالية هي للدفاع عن مصالح البلاد، وتطوير القوات المسلحة من أجل التشغيل المتداخل مع منظمة حلف شمال الأطلسي والقوات الأخرى الأعضاء في الاتحاد الأوروبي، والمشاركة في بعثات منظمة حلف شمال الأطلسي.
التيار الخدمة العسكرية الوطنية (الاستونية: ajateenistus) إلزامية بالنسبة للرجال بين 18 و 28، والمجندين تخدم ثمانية أشهر إلى جولات 11 شهرا من العمل اعتمادا على فرع الجيش يخدمون فيها. إستونيا احتفظت التجنيد على عكس ولاتفيا وليتوانيا ولا يوجد لديه خطة للتحول إلى جيش محترف. في عام 2008، بلغ الانفاق العسكري السنوي 1.85٪ من الناتج المحلي الإجمالي، أو كرون 5 مليارات وكان من المتوقع أن تستمر في الزيادة حتى عام 2010، عندما كان من المتوقع على مستوى 2.0٪.
اعتبارا من أول يناير 2008، كان الجيش الإستوني ما يقرب من 300 جندي متمركزين في البلدان الأجنبية كجزء من مختلف قوات حفظ السلام الدولية، بما في ذلك 35 جنديا رابطة الدفاع المرابطة في كوسوفو؛ 120 جنود القوات البرية في قوة ايساف التي يقودها حلف الأطلسي في أفغانستان؛ 80 جنديا متمركزين كجزء من القوة المتعددة الجنسيات في العراق، و 2 من ضباط الاستونية في البوسنة والهرسك و 2 وكلاء العسكرية الاستونية في إسرائيل مرتفعات الجولان المحتلة.
لقوات الدفاع الاستونية كما كان سابقا مهمات عسكرية في كرواتيا في الفترة من مارس حتى أكتوبر 1995، في لبنان من ديسمبر 1996 حتى يونيو 1997، ومقدونيا الشمالية في الفترة من مايو حتى ديسمبر 2003. إستونيا يشارك في مجموعات القتالية الشمال وأعلنت استعدادها لإرسال جنود أيضا إلى السودان إلى دارفور إذا كان ذلك ضروريا، وخلق أول بعثة لحفظ السلام الأفريقية للقوات المسلحة في إستونيا.
وقد تم في وزارة الدفاع وقوات الدفاع تعمل على تشكيل الحرب الإلكترونية والدفاع لعدة سنوات الآن. في عام 2007، وقدم رسميا العقيدة العسكرية للعسكري (ه) من إستونيا وكانت البلاد تحت هجمات إلكترونية ضخمة في عام 2007. والهدف المقترح للجيش الإلكتروني هو لتأمين البنية التحتية الحيوية والبنية التحتية الإلكترونية في إستونيا. في حرب الفضاء الإلكتروني الرئيسي المرفق هو فريق الاستجابة لطوارئ الحاسب الآلي في إستونيا (CERT)، التي تأسست في عام 2006. وتعمل المنظمة على قضايا الأمن في الشبكات المحلية.
في 25 حزيران 2007، إلفيس التقى الرئيس الإستوني توماس هندريك مع رئيس الولايات المتحدة جورج دبليو بوش. وكان من بين المواضيع التي نوقشت كانت الهجمات على البنية التحتية الإلكترونية الاستونية. وأدت الهجمات على عدد من المنظمات العسكرية في جميع أنحاء العالم إلى إعادة النظر في أهمية أمن الشبكات للعقيدة العسكرية الحديثة. في 14 حزيران 2007، عقد وزراء الدفاع من الدول الأعضاء في الحلف اجتماعا في بروكسل، وإصدار بيان مشترك واعد إجراءات فورية. وقدرت نتائج العام الأول لتصل بحلول خريف عام 2007.
كما أن في ذلك وضع التعاونية منظمة حلف شمال الأطلسي مركز الدفاع سايبر للتميز (CCDCOE)، أعلن جورج بوش الابن دعمه لإستونيا في موقع هذا المركز. وفي أعقاب خطط عام 2007، هجمات إلكترونية على الجمع بين شبكة الدفاع مع العقيدة العسكرية الاستونية كانت كما يلقب الدفاع النمر، في إشارة إلى قفزة النمر . CCDCOE بدأت عملياتها في نوفمبر 2008.

## النقل والمواصلات

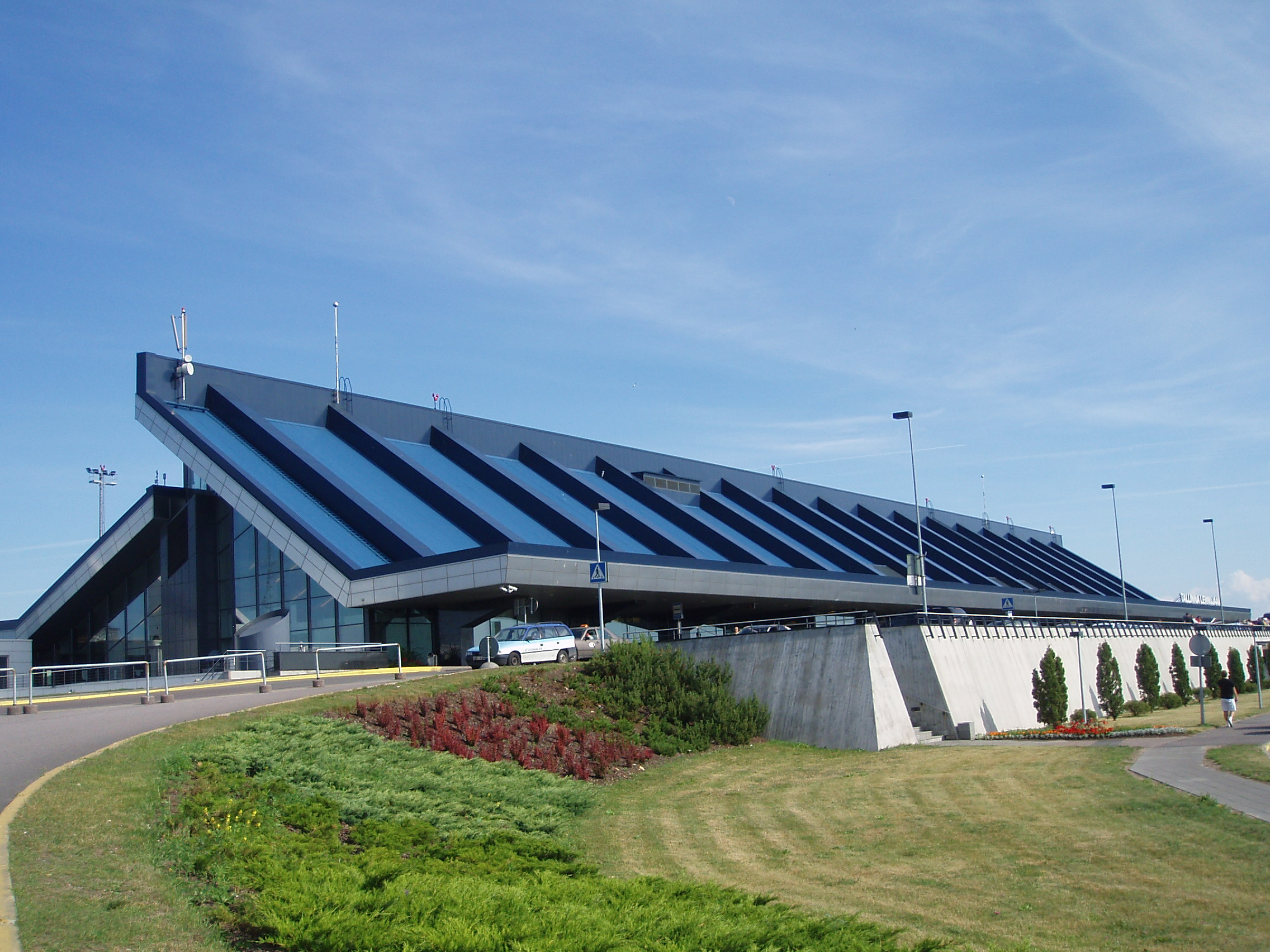
لينارت ميري مطار تالين.

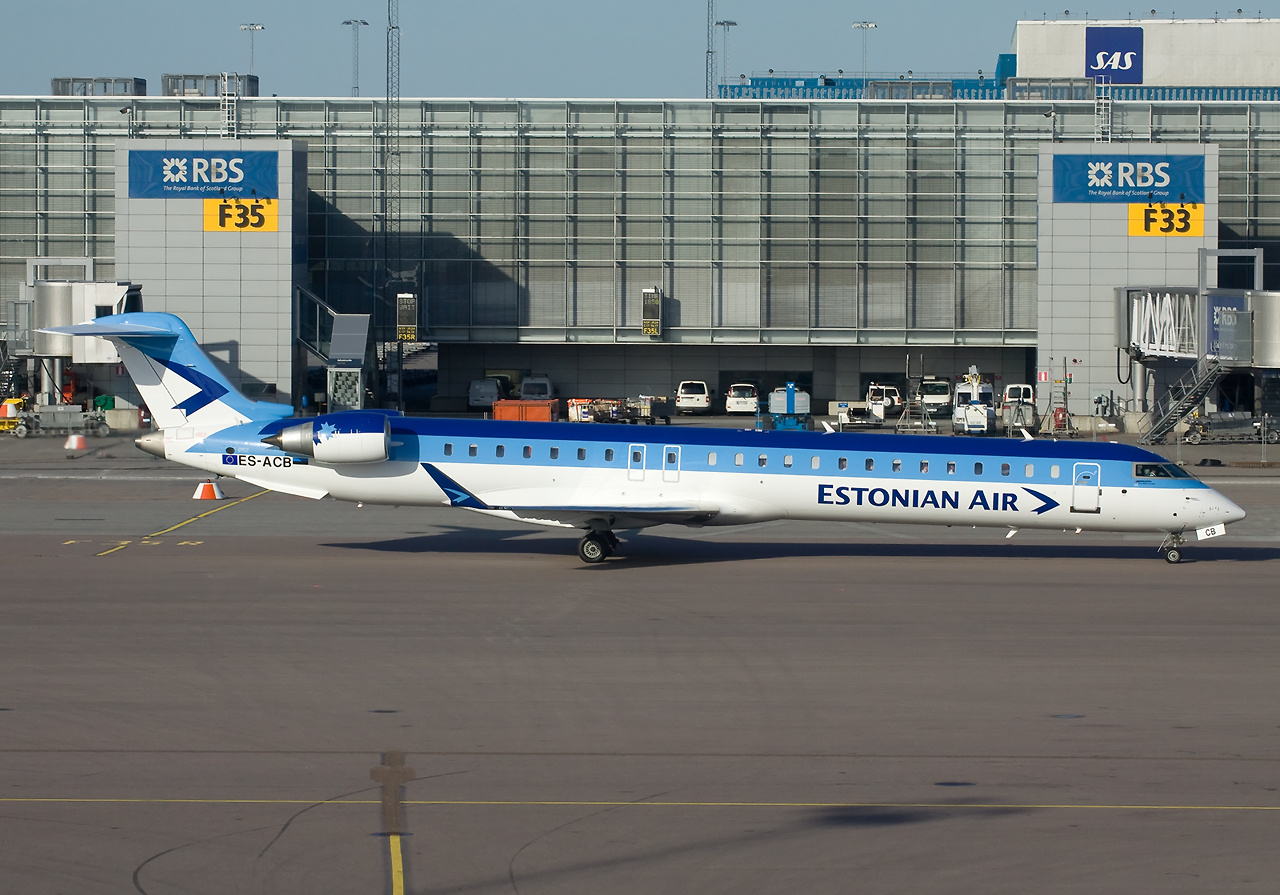
الهواء الاستونية هي شركة الطيران الوطنية الاستونية.

وكانت إستونيا مركز عبور هامة منذ فترة العصور الوسطى. موقع البلاد الجغرافي مواتية، إلى جانب بنيتها التحتية النامية، يتيح فرصا جيدة لجميع وسائل النقل والأنشطة ذات الصلة اللوجستية. النقل بالسكك الحديدية تسيطر على قطاع الشحن وعلى متنها 70٪ من جميع السلع، على المستويين المحلي والدولي.
قطاع النقل البري تهيمن على نقل الركاب، ما يقرب من 90٪ من جميع المسافرين السفر برا. وقد اكتسبت إعادة بناء الطريق السريع تالين، تارتو اهتمام وطني لأنه يربط بين اثنين من أكبر المدن في البلاد. إعادة إعمار الطرق السريعة (2 +2 الطريق) هو جزء من برنامج الحكومة الائتلافية الحالية. أيضا الاتصال الدائم المقترح لجزيرة ساريما هو في برنامج بناء البنى التحتية الوطنية. وقد قدرت تكاليف هذه المشاريع في المليارات من اليورو، التي اكتسبت أيضا الكثير من اهتمام وسائل الإعلام وتسببت في المناقشات العامة حول جدوى.
خمسة موانئ الشحن الرئيسية تتيح الوصول الملاحية سهلة، والمياه العميقة، وظروف الجليد جيدة. مرفأ البلدة القديمة في تالين هو أكبر ميناء لنقل الركاب، واحدا من الموانئ الركاب الأكبر والأكثر ازدحاما في منطقة بحر البلطيق. خدم هذا رقما قياسيا 8480000 راكبا في عام 2011. وهناك 12 مطارا واحد مهبط طائرات الهليكوبتر في إستونيا، والتي من لينارت ميري مطار تالين أكبر مطار، وتوفير الخدمات لعدد من شركات الطيران الدولية في طريقها إلى 23 وجهة.

## الاقتصاد
بوصفها عضوا في الاتحاد الأوروبي، ويعدّ اقتصاد إستونيا ذات الدخل المرتفع من قبل البنك الدولي. تحتل المرتبة 16 في البلاد في مؤشر 2012 للحرية الاقتصادية، مع حرية الاقتصاد في أوروبا الشرقية والاتحاد السوفيتي السابق. ونظرا لنموها السريع، وكثيرا ما كانت إستونيا صفها بأنها نمر البلطيق. تبدأ في 1 كانون الثاني 2011، اعتمدت إستونيا اليورو وأصبح عضوا في منطقة اليورو 17 دولة.
ومع ذلك، هناك تفاوتات كبيرة في إجمالي الناتج المحلي بين مناطق مختلفة من إستونيا، حاليا، أكثر من نصف الناتج المحلي الإجمالي للبلاد تم إنشاؤه في تالين، العاصمة وأكبر مدينة. وفي عام 2008، والناتج المحلي الإجمالي للفرد الواحد من تالين بلغت 172٪ من. متوسط الإستوني، مما يجعل نصيب الفرد من الناتج المحلي الإجمالي من تالين تصل إلى 115٪ من متوسط الاتحاد الأوروبي، وهو ما يتجاوز متوسط مستويات المقاطعات الأخرى.
معدل البطالة يبلغ نحو 11.7٪، وهو أعلى من المتوسط في الاتحاد الأوروبي، في حين أن النمو الحقيقي للناتج المحلي الإجمالي في عام 2011 كان 8.0٪, خمس مرات عن المتوسط في منطقة اليورو. اعتبارا من عام 2012، وإستونيا لا تزال الدولة الوحيدة اليورو مع وجود فائض في الميزانية، مع وجود الدين القومي من 6٪ فقط، وهو واحد من البلدان الأقل مديونية في أوروبا.
حلّت إستونيا في المركز 16 في مؤشر الابتكار العالمي عام 2023، وحافظت على الترتيب نفسه في مؤشر عام 2024.

### التطور التاريخي

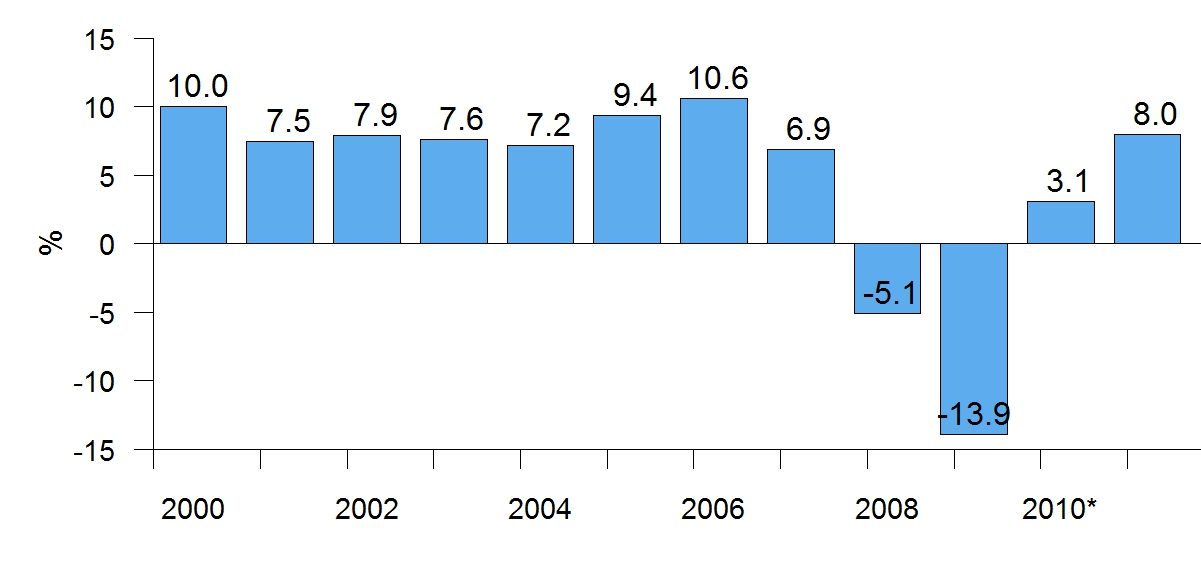
حقيقي الناتج المحلي الإجمالي نمو في إستونيا، 2000-2011.

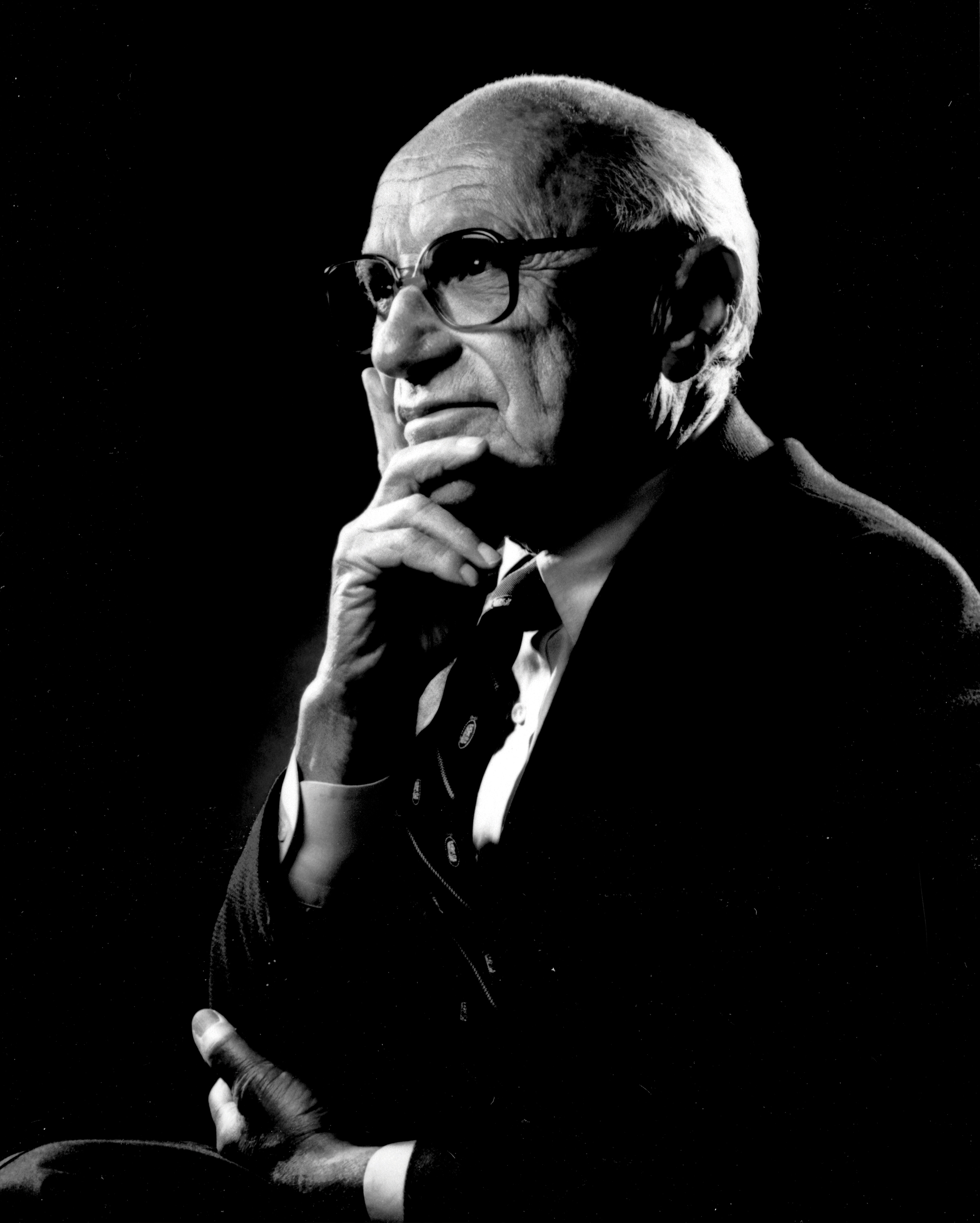
نظريات ميلتون فريدمان الاقتصادية كان لها تأثير كبير على تطوير السياسات الاقتصادية الاستونية.

بحلول عام 1929، تم إنشاء عملة مستقرة، وكرون. صادرة عن مصرف إستونيا والبنك المركزي في البلاد. التجارة تركز على السوق المحلية والغرب، وخصوصا ألمانيا والمملكة المتحدة. 3٪ فقط من جميع التجارة كانت مع الاتحاد السوفيتي.
قبل الحرب العالمية الثانية كانت إستونيا أساسا بلد زراعي منتجاتها مثل الحليب والزبدة والجبن كانت معروفة على نطاق واسع في أسواق أوروبا الغربية. ضم الاتحاد السوفييتي القسري لإستونيا في عام 1940 والتي تلت الاحتلال النازي والسوفيتي خلال الحرب العالمية الثانية شلت الاقتصاد الإستوني. استمرت بعد الحرب السوفيتية على الحياة مع تكامل اقتصاد إستونيا والصناعة في بنية الاتحاد السوفييتي المخطط مركزيا.
منذ إعادة تأسيس استقلال، وعلى غرار إستونيا نفسه كبوابة بين الشرق والغرب، والإصلاح الاقتصادي بعدوانية والتكامل مع الغرب. وضع إصلاحات السوق إستونيا أنه من بين القادة الاقتصاديين في منطقة مجلس التعاون الاقتصادي السابق. في عام 1994، استنادا إلى النظريات الاقتصادية من ميلتون فريدمان، أصبحت إستونيا واحدة من أوائل الدول التي تعتمد نظام الضريبة الثابتة، مع معدل موحد من 26٪ بغض النظر عن الدخل الشخصي. في يناير 2005، تم تخفيض معدل ضريبة الدخل الشخصي إلى 24٪. آخر خفض إلى 23٪ ثم في كانون الثاني 2006. وقد انخفض معدل الضريبة على الدخل إلى 21٪ بحلول يناير 2008. حكومة إستونيا وضع اللمسات الأخيرة على تصميم القطع النقدية اليورو الاستونية في أواخر عام 2004، واعتمدت اليورو كعملة للبلاد في 1 كانون الثاني 2011، في وقت لاحق من الموعد المقرر بسبب استمرار ارتفاع معدل التضخم.
في عام 1999، شهدت إستونيا اقتصاديا اسوأ عام لها منذ ان استعادت استقلالها في عام 1991، إلى حد كبير بسبب تأثير أزمة عام 1998 المالية الروسية. انضمت إستونيا إلى منظمة التجارة العالمية في نوفمبر 1999. مع مساعدة من الاتحاد الأوروبي، والبنك الدولي وبنك الاستثمار الشمال، وإستونيا الانتهاء من معظم أعمالها التحضيرية لعضوية الاتحاد الأوروبي قبل نهاية عام 2002 ولديها الآن واحدة من أقوى الاقتصادات في الدول الأعضاء الجدد في الاتحاد الأوروبي. انضمت إستونيا منظمة التعاون والتنمية في عام 2010.

### الموارد
على الرغم من أن إستونيا هي عمومًا فقيرة الموارد والأرض لا تزال تقدم مجموعة كبيرة ومتنوعة من أصغر الموارد. البلاد لديها مخزون كبير من الصخر الزيتي والحجر الجيري، جنبا إلى جنب مع الغابات التي تغطي 50.6٪ من الأراضي. وبالإضافة إلى الصخر الزيتي والحجر الجيري، إستونيا لديها أيضا احتياطيات كبيرة من الفوسفوريت، بنتشيبليند، والجرانيت التي حاليا لا يتم الملغومة، أو ليس الملغومة على نطاق واسع.
عُثِر على كميات كبيرة من أكاسيد الأتربة النادرة في نفايات متراكمة من 50 عاما من خام اليورانيوم والصخر الزيتي والتعدين . loparite Sillamäe ونظرا لارتفاع أسعار المعادن النادرة، واستخراج هذه أكاسيد أصبحت قابلة للحياة اقتصاديا. البلاد تصدر حاليا حوالي 3000 طن سنويا، وهو ما يمثل حوالي 2 في المئة من الإنتاج العالمي.
في السنوات الأخيرة، [بحاجة لمصدر] النقاش العام وناقشت ما إذا كان ينبغي لإستونيا بناء محطة للطاقة النووية لتأمين إنتاج الطاقة بعد إغلاق الوحدات القديمة في محطات توليد الكهرباء نارفا، إذا لم يتم بناؤها من قبل عام 2016.

### الصناعة والبيئة

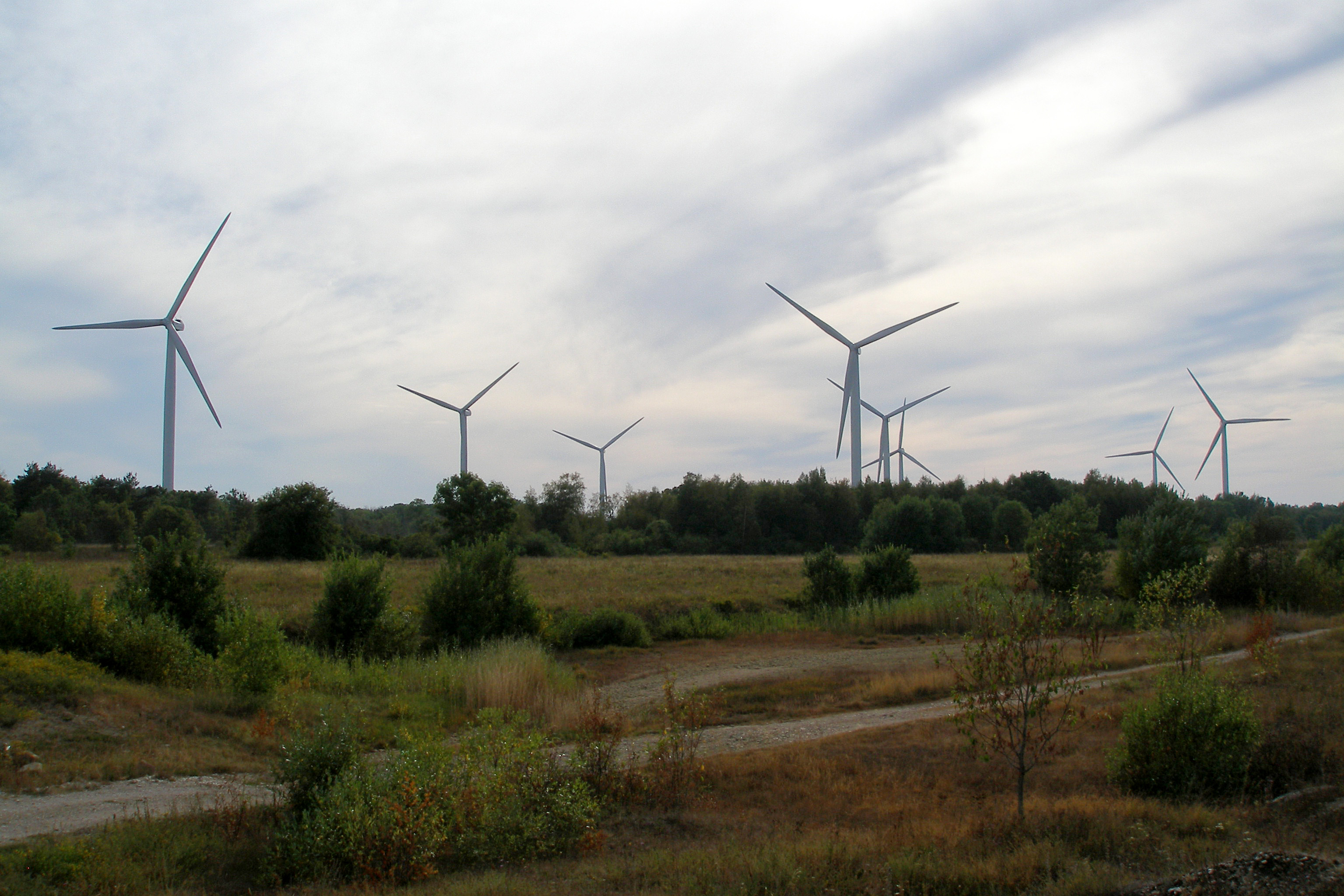
مزرعة للرياح في جزر.

الغذائية، والبناء[ ؟ ]، والصناعات الإلكترونية هي حاليا من بين أهم فروع الصناعة في إستونيا. في عام 2007، وصناعة البناء والتشييد يعملون أكثر من 80,000 شخص، حوالي 12٪ من القوة العاملة في البلاد بأسرها. وهناك قطاع آخر مهم الصناعية هي الآلات والصناعة الكيماوية، والذي يقع أساسا في المؤسسة الدولية للتنمية فيرو مقاطعة وحول تالين.
من الصخر الزيتي في صناعة التعدين القائمة، والتي تتركز أيضا في الشرق وإستونيا، وتنتج حوالي 90٪ من الكهرباء في البلاد بأسرها. لاستخدام الصخر الزيتي واسعة النطاق لكن أيضا أضرارا جسيمة للبيئة. على الرغم من أن كمية الملوثات المنبعثة في الهواء وقد تراجع منذ 1980, في الهواء لا تزال ملوثة مع ثاني أكسيد الكبريت من صناعة التعدين أن الاتحاد السوفيتي نموا سريعا في أوائل 1950s. في بعض المناطق الساحلية في مياه البحر ملوثة، وبصورة رئيسية في جميع أنحاء المجمع الصناعي Sillamäe.
إستونيا بلد يعتمد في شروط إنتاج الطاقة والطاقة. في السنوات الأخيرة وقد تم العديد من الشركات المحلية والاجنبية التي تستثمر في مصادر الطاقة المتجددة. وقد تم على أهمية طاقة الرياح زيادة مطردة في إستونيا وحاليا المبلغ الإجمالي لإنتاج الطاقة من الرياح نحو 60 ميغاواط، وفي الوقت ذاته تقريبا بقيمة 399 ميغاواط من مشاريع يجري حاليا نموا وأكثر من 2800 ميغاواط من قيمة المشاريع التي يتم واقترح في منطقة بحيرة بيبوس والمناطق الساحلية من هيوما.
حاليا [بحاجة لمصدر]، وهناك خطط لترميم وتجديد بعض الوحدات القديمة من محطات توليد الكهرباء نارفا، وإنشاء محطات توليد الطاقة الجديدة، وتوفير أعلى كفاءة في الصخر الزيتي لإنتاج الطاقة المحلية. إستونيا حررت 35٪ من سوق الكهرباء لها في أبريل 2010. وسيتم تحرير سوق الكهرباء ككل بحلول عام 2013.
جنبا إلى جنب مع ليتوانيا وبولندا، ولاتفيا، وبلد تدرس المشاركة في السلطة Visaginas محطة نووية في ليتوانيا لتحل محل إغنالينا. ولكن نظرا لبطء وتيرة المشروع، وإستونيا لا يستبعد بناء مفاعل نووي خاص بها. وهناك اعتبار آخر يقوم به مشروع مشترك مع فنلندا لأنه يتم توصيل شبكات الكهرباء. البلد تدرس تطبيق الطاقة النووية لإنتاج النفط الصخري.
إستونيا وقوي لتكنولوجيا المعلومات القطاع، ويرجع ذلك جزئيا لهذا المشروع Tiigrihüpe التي أجريت في منتصف 1990s، ولقد ذكر باعتباره الأكثر «السلكية» والدول المتقدمة في أوروبا في شروط الحكومة الإلكترونية في إستونيا.
وقد كتب من قبل سكايب إستونيا مقرها Heinla أهتي المطورين، Kasesalu Priit، وتالين جيان، الذي كان أيضا وضعت أصلا كاز.

رسومية تصوير صادرات المنتجات إستونيا في 28 فئات لون مشفرة.

### التجارة
ازدهر في إستونيا اقتصاد السوق منذ نهاية 1990 .
و تعد إستونياواحدة من أعلى مستويات الدخل الفردي في أوروبا الشرقية. وكان قربها من الأسواق الإسكندنافية، وموقعها الاستراتيجي بين الشرق والغرب، ما جعلها قادرة على المنافسة من حيث التكلفة والمهارة العالية للقوى العاملة الاستونية في المزايا النسبية الرئيسية بداية من 2000 (العقد). وقد برزت تالين باعتبارها أكبر مدن إستونيا كمركز مالي وبورصة تالين تبادل انضم مؤخرا مع نظام اكس. انتهجت الحكومة الحالية سياسات مالية صارمة، مما أدى إلى ميزانية متوازنة ودين العام منخفض.

## التعليم

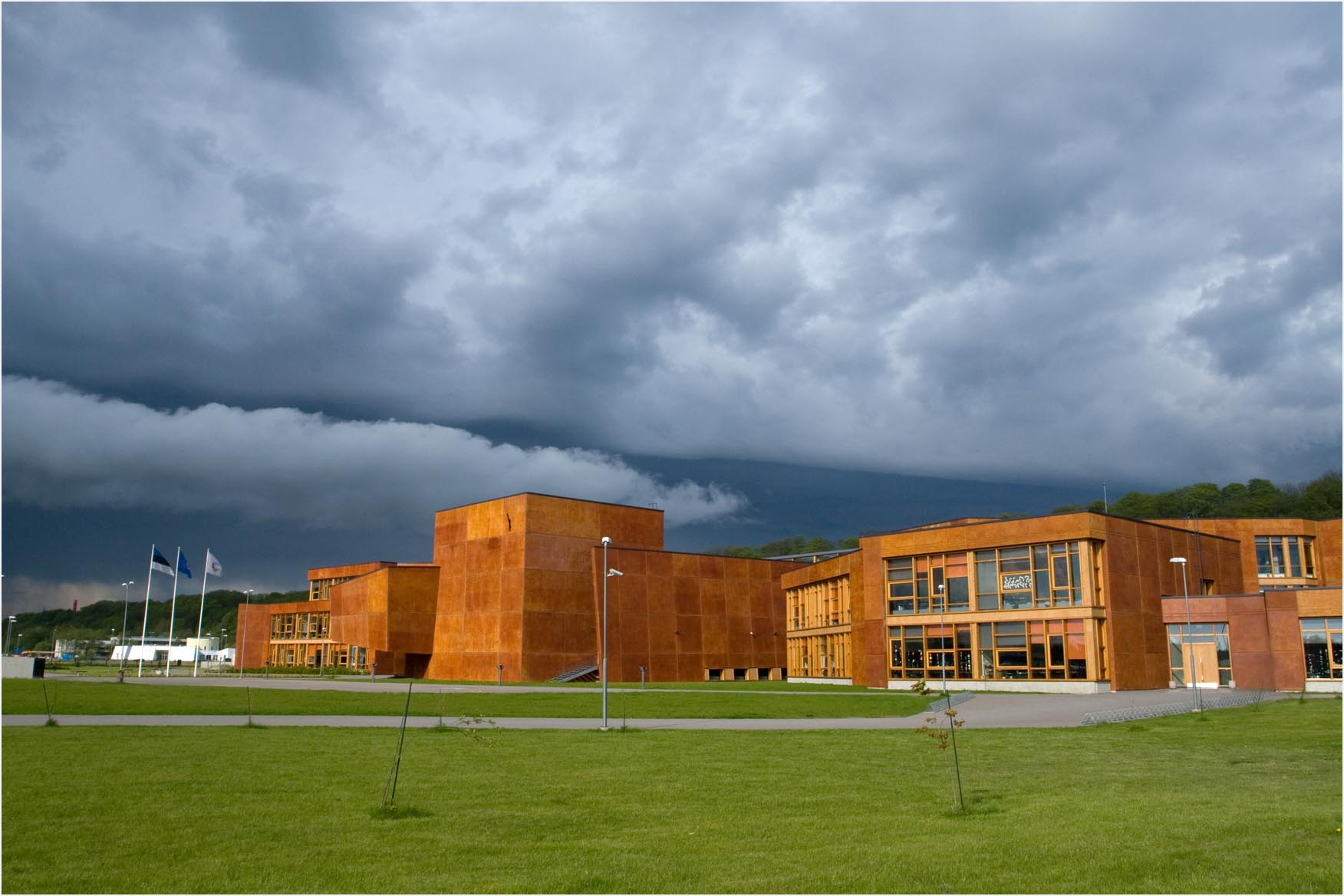
مدرسة ثانوية في استونيا

يعود تاريخ التعليم النظامي في إستونيا إلى القرنين الثالث عشر والرابع عشر عندما تم تأسيس النواة الأولى للمدارس الرهبانية والكاتدرائية. ونشر الكتاب التمهيدي الأول باللغة الاستونية في عام 1575. وتعدّ جامعة تارتو هي أقدم الجامعات التي أنشأها الملك السويدي غوستاف أدولف الثاني في عام 1632. وفي عام 1919، تم تدريس الدورات الدراسية الجامعية للمرة الأولى باللغة الاستونية.
أما اليوم فإن التعليم في إستونيا ينقسم إلى نوعين هما التعليم المهني وتعلم الهوايات. ويقوم نظام التعليم على أربعة مستويات، والتي تشمل مرحلة ما قبل المدرسة والتعليم الأساسي والتعليم الثانوي والعالي. وقد تم إنشاء شبكة واسعة من المدارس ومؤسسات تعليمية مساعدة. ويتألف النظام التعليمي في إستونيا من الدولة، والبلديات، والمؤسسات التعليمية العامة والخاصة. ويبلغ عدد المدارس حاليا في إستونيا 589 مدرسة.
أما التعليم الأكاديمى العالي في إستونيا فينقسم إلى ثلاثة مستويات: مستوى دراسات البكالوريوس، ودراسات الماجستير ودراسات الدكتوراه. وتندمج كل من درجة البكالوريوس والماجستير في وحدة واحدة في بعض التخصصات ومنها (الدراسات الأساسية الطبية والبيطرية، والصيدلة، وطب الأسنان، والهندسة المعمارية، وبرنامج معلم الصف). وتتسم الجامعات الإستونية العامة إلى حد كبير بالاستقلالية في القرارت التي تخصها أكثر من مؤسسات التعليم العالي التطبيقية. بالإضافة إلى تنظيم الحياة الأكاديمية في الجامعة، يمكن لتلك الجامعات تأليف المناهج الجديدة، ووضع شروط القبول، والموافقة على الميزانية، والموافقة على خطة التنمية، وانتخاب رئيس الجامعة واتخاذ القرارات المفيدة في المسائل الجوهرية. كما أن إستونيا لديها عدد معقول من الجامعات العامة والخاصة. ومن أكبر الجامعات العامة جامعة تارتو، جامعة تالين للتكنولوجيا، جامعة تالين، جامعة إستونيا لعلوم الحياة، أكاديمية إستونيا للفنون، والكلية الاستونية لإدارة الأعمال حيث تعدّ أكبر جامعة خاصة.

## الثقافة
تُركّز الثقافة الإستونية على الممارسات الأصلية، ويمكن القول إنها ترتبط ارتباطًا وثيقًا بالأرض والمجتمع. يتميز المجتمع الإستوني المعاصر بالتزامه الراسخ بالحرية الفردية، والدعوة إلى مبادئ الحكومة المحدودة، ومقاومة السلطة المركزية والفساد. ولا تزال أخلاقيات العمل البروتستانتية ركيزةً ثقافيةً أساسية، تُشدّد على الاجتهاد والاعتماد على الذات. يحظى التعليم بتقدير كبير في إستونيا، حيث تُعدّ حرية الوصول إلى التعليم مؤسسةً بالغة الأهمية. ووفقًا لدراسة، يُصنّف الإستونيون من بين الأوائل عالميًا من حيث نصيب الفرد من ملكية الكتب.

### الرياضة

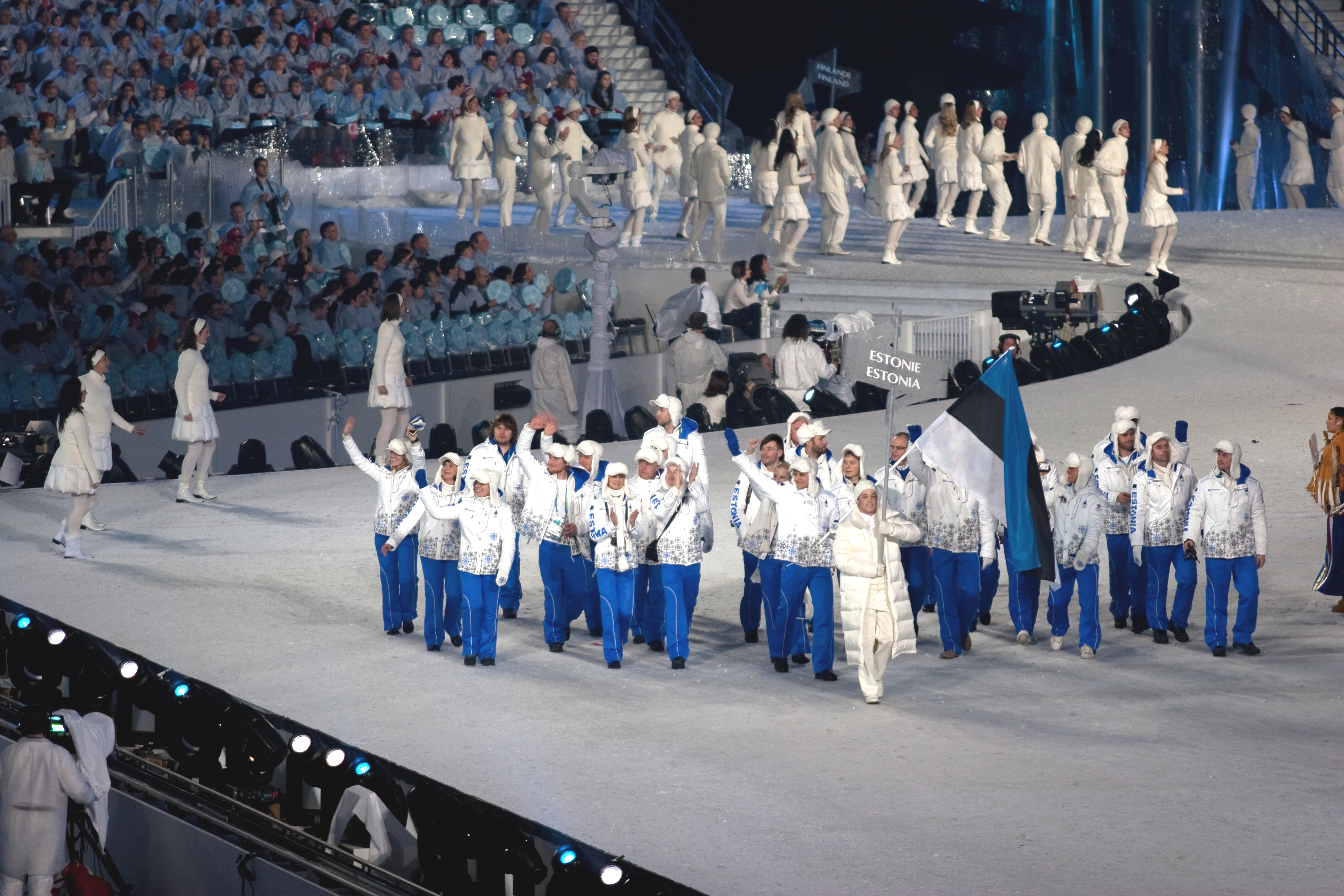
الوفد الاستوني في افتتاح دورة الألعاب الشتوية في فانكوفر عام 2010.

الرياضة تلعب دورا مهما في الثقافة الإستونية. بعد استقلالها عن روسيا عام 1918، ونافست إستونيا كأمة واحدة في دورة الألعاب الأولمبية الصيفية عام 1920، على الرغم من أن اللجنة الأولمبية الوطنية تأسست في عام 1923. استغرق الرياضيين الإستونيين جزء من دورة الألعاب الأولمبية حتى تم ضم البلاد من قبل الاتحاد السوفيتي في عام 1940. وعقدت لعام 1980 دورة الألعاب الأولمبية لسباق القوارب الشراعية في العاصمة تالين. بعد استعادة الاستقلال في عام 1991، شاركت إستونيا في جميع الألعاب الأولمبية. وقد فازت إستونيا بمعظم ميدالياتها الذهبية في ألعاب القوى ورفع الأثقال والمصارعة والتزلج عبر البلاد.
تم اختراع «الكيكنغ»، وهي رياضة جديدة نسبيا، في عام 1996 من قبل أدو كسك في إستونيا. الكيكنغ ينطوي على الأرجوحة التي تم تعديلها في المتسابق من الأرجوحة يحاول أن يذهب حوالي 360 درجة.
وكان بول كريس، أستاذ كبير وكاتب شطرنج إستوني وسوفيتي، بين لاعبين في العالم من 1930 إلى منتصف 1960. انه أخطأ فرصة في مباراة بطولة العالم في الشطرنج حتى على خمس مناسبات.

## مواقع إلكترونية
- الموقع الرسمي لإستونيا[وصلة مكسورة]
- دليل إستونيا
- معلومات من الألف إلى الياء

## المزيد من القراءة
- جوزيبي داماتو Travel to the Baltic Hansa. The European Union and its enlargement to the East. Book in Italian. Viaggio nell’Hansa baltica. L’Unione europea e l’allargamento ad Est. Greco&Greco editori, Milano, 2004. ISBN 88-7980-355-7
- Hiden، John (1991). The Baltic Nations and Europe: Estonia, Latvia, and Lithuania in the Twentieth Century. London: Longman. ISBN:0-582-08246-3. مؤرشف من الأصل في 2022-05-06. {{استشهاد بكتاب}}: الوسيط author-name-list parameters تكرر أكثر من مرة (مساعدة)
- Laar، Mart (1992). War in the Woods: Estonia's Struggle for Survival, 1944–1956. trans. Tiina Ets. Washington, D.C.: Compass Press. ISBN:0-929590-08-2.
- Lieven، Anatol (1993). The Baltic Revolution: Estonia, Latvia, Lithuania, and the Path to Independence. New Haven: Yale University Press. ISBN:0-300-05552-8. مؤرشف من الأصل في 2022-07-01.
- Raun، Toivo U. (1987). Estonia and the Estonians. Stanford, Calif.: Hoover Institution Press, Stanford University. ISBN:0-8179-8511-5. مؤرشف من الأصل في 2022-05-06.
- Smith، David J. (2001). Estonia: Independence and European Integration. London: Routledge. ISBN:0-415-26728-5.
- Smith، Graham (ed.) (1994). The Baltic States: The National Self-determination of Estonia, Latvia, and Lithuania. New York: St. Martin's Press. ISBN:0-312-12060-5. مؤرشف من الأصل في 2022-04-19. {{استشهاد بكتاب}}: |الأول= باسم عام (مساعدة)
- Taagepera، Rein (1993). Estonia: Return to Independence. Boulder, Colo.: Westview Press. ISBN:0-8133-1199-3. مؤرشف من الأصل في 2022-03-25.
- Taylor، Neil (2004). Estonia (ط. 4th). Chalfont St. Peter: Bradt. ISBN:1-84162-095-5. مؤرشف من الأصل في 2022-05-06.
- Williams، Nicola (2003). Estonia, Latvia, and Lithuania (ط. 3rd). London: Lonely Planet. ISBN:1-74059-132-1. مؤرشف من الأصل في 2022-03-25. {{استشهاد بكتاب}}: الوسيط author-name-list parameters تكرر أكثر من مرة (مساعدة)
- Subrenat، Jean-Jacques (Ed.) (2004). Estonia, identity and independence. Rodopi. ISBN:90-420-0890-3. {{استشهاد بكتاب}}: تجاهل المحلل الوسيط |unused_data= لأنه غير معروف (مساعدة)

## وصلات خارجية
حكومة
- The President of Estonia
- The Parliament of Estonia
- Estonian E-Government
- Estonian Ministry of Foreign Affairs
- Statistical Office of Estonia
- Chief of State and Cabinet Members

سفر
- Official gateway to Estonia
- E-Estonia Portal
- VisitEstonia Portal

خرائط
- google.com map of Estonia
- معلومات جغرافية متعلقة بإستونيا على خريطة الشارع المفتوح

معلومات عامة
- Encyclopedia Estonica
- Estonian Institute
- Estonia  على كتاب حقائق العالم
- BBC News – Estonia country profile
- Estonia at UCB Libraries GovPubs
- Estonia على مشروع الدليل المفتوح
- أطلس ويكيميديا حول Estonia
- Key Development Forecasts for Estonia from International Futures

أخبار
- Estonian Public Broadcasting
- Postimees
- Eesti Päevaleht
- Õhtuleht
- aripaev.ee
- Delfi

الطقس والوقت
- Estonian Meteorological and Hydrological Institute